# 그리스 신화

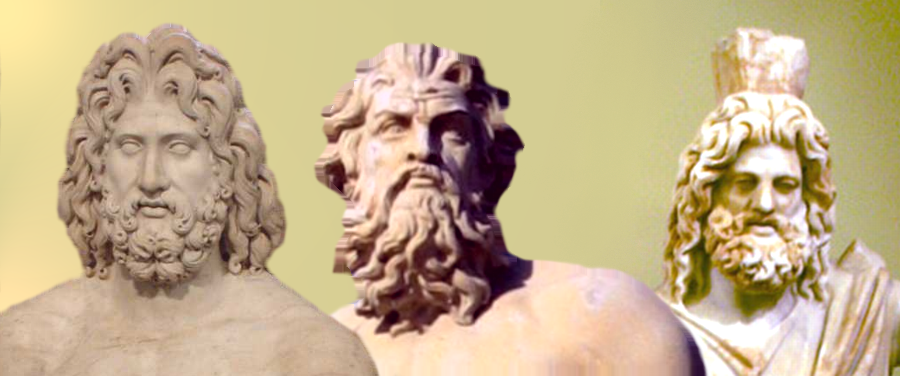
그리스 삼위일체와 지구 삼국지의 분포 : 제우스 신 (하늘), 포세이돈 (바다,강,호수등) 및 하데스 (지하). 테오 (작은 신)는 이 삼위일체의 자녀다.

그리스 신화 대체적으로 그리스 로마 신화는 고대 그리스의 신과 영웅, 우주관, 그리고 그리스 고유의 종교 의례와 의식 행위의 기원 및 의미에 대한 신화와 전설을 말한다. 그리스 신화는 고대 그리스 종교의 한 부분을 이루고 있다. 현대의 학자들은 고대 그리스 문명의 신화를 토대로 한 연구를 통하여 고대 그리스의 종교와 정치 제도를 파악하고, 이러한 요소들이 신화로 만들어지게 된 생성 원리를 탐구한다.
그리스 신화는 여러 이야기 모음집에서 구체적으로 다루고 있으며, 도기 그림이나 봉헌물과 같은 구상 예술 작품에서도 내재적으로 나타난다. 그리스 신화는 세계의 기원과 신, 여신, 영웅과 같은 다양한 인물의 삶과 모험, 전설의 생물을 자세하게 설명하고 있다. 이러한 이야기는 구비 전승을 통해서 널리 퍼지게 된 것으로, 오늘날에는 그리스 신화를 그리스 문학의 시작으로 보고 있다. 가장 오래된 것으로 알려진 그리스 문학의 근원은 트로이아 전쟁을 다룬 호메로스의 서사시 《일리아스》와 《오디세이아》이다. 호메로스와 비슷한 시대의 사람이었던 헤시오도스는 자신이 쓴 두 서사시 《신통기》, 《노동과 나날》에서 세계의 기원, 신들의 왕과 인간 시대의 변천, 인간이 겪는 불행과 제물 의식의 기원을 설명하였다. 그리스 신화는 서사시권에서 서사시의 일부인 호메로스 찬가, 서정시, 기원전 5세기의 비극 작품, 고전학자의 문서와 헬레니즘 시대의 시, 플루타르코스와 파우사니아스와 같은 로마 제국 시대의 저술가가 쓴 원문으로도 이어져 왔다.
고고학적 발견을 통해 드러난 여러 유물의 장식으로 표현되어 있는 신과 영웅들은 그리스 신화의 설명에 주요한 출처가 된다. 예를 들어 기원전 8세기경에 만들어진 기하학적 모양의 도자기에는 트로이아권과 헤라클레스의 모험 장면이 묘사되어 있다. 이후 고졸기, 고전기, 헬레니즘 시대를 거치면서 나타난 호메로스 시가와 다양한 신화적 장면은 현존하는 문학 작품을 보충 설명하는 증거로 이용되고 있다.
그리스 신화는 서양 문명의 문화, 예술, 문학에 지대한 영향을 끼쳤으며, 오늘날 서양의 문화 유산과 언어 일부에도 그 영향이 남아있다. 고대에서 현대에 이르기까지 다수의 시인과 예술가들이 그리스 신화에서 많은 영감을 얻었으며, 신화의 주제가 동시대에 갖는 의미 및 관련성을 찾기도 하였다.

## 근원
그리스 신화는 오늘날 그리스 문학의 시작으로 알려져 있으며, 기원전 900년부터 800년까지에 이르는 기하학 시대의 시각 매체에서 묘사되기도 하였다. 문학적, 고고학적 근원은 때때로 중간 단계에서 서로에게 협력하거나 충돌이 있기도 하였으나 대부분의 경우, 이러한 자료 집대성의 존재는 그리스 신화 요소들이 사실에 입각한 역사적인 뿌리를 갖게 되는 강력한 지표가 되었다.

### 문학적 근원
신화적 서술로 쓰여진 연극은 대부분의 그리스 문학 장르에서 중요한 역할을 하였다. 그럼에도, 그리스 고대에서 현재까지 전해 내려오는 총체적인 신화 해설집은 동명의 아폴로도로스의 《비블리오테케》가 유일하다. 이 신화 해설집은 시인들의 상반된 이야기들을 정리하여 고대 그리스 신화와 영웅 전설을 간명하고 빠짐없이 요약하였다. 아테네의 아폴로도로스는 신화를 주제로 많은 글을 쓴 기원전 180~120년 경의 인물이다. 《비블리오테케》가 쓰여진 시대는 그가 죽은 지 훨씬 후인 2세기 경이기 때문에, 현재는 동명이인인 저자가 쓴 서적으로 추정하고 있다. 본래의 아폴로도로스는 이 신화 해설집의 초안을 세운 것으로 보인다.

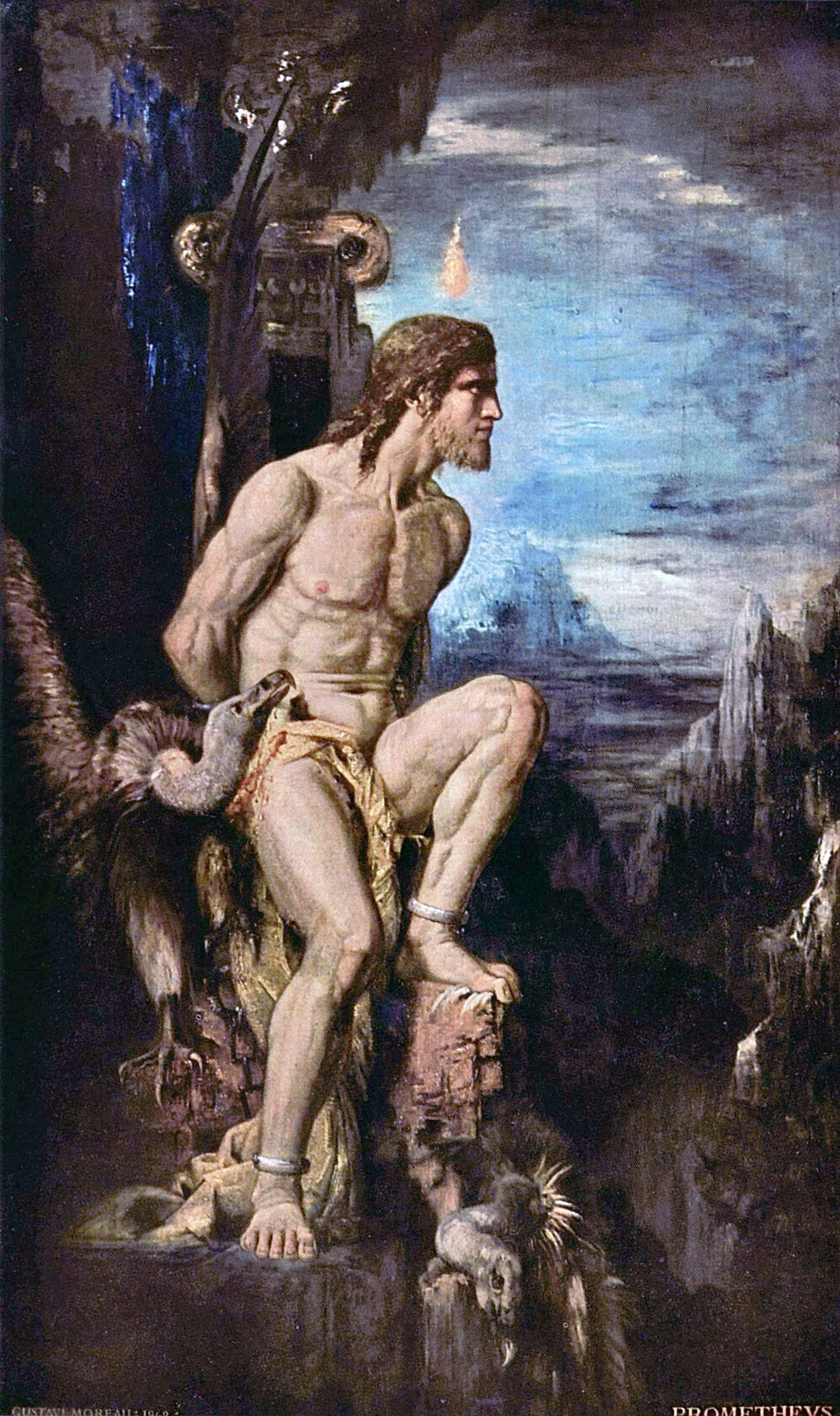
《프로메테우스》(1868년 귀스타브 모로 작). 프로메테우스 신화는 헤시오도스가 문헌에서 처음 알린 것으로, 아이스퀼로스의 비극 3부작 《결박된 프로메테우스》, 《풀린 프로메테우스》, 《불을 가져다주는 프로메테우스》의 바탕이 되었다.

가장 초기의 문학 근원 중에는 호메로스의 두 서사시, 《일리아스》와 《오디세이아》가 있다. 다른 시인들이  쓴 서사시권도 있었으나, 이러한 후기의 소규모 서사시들은 대부분이 모두 소실되었다. 호메로스 찬가라는 이름으로 전승된 시들은, 그 전통적인 이름과는 다르게 호메로스와 직접적인 연관은 없다. 이 합창 찬가는 고대 그리스의 서정 시대 초기에 등장한 것이다. 호메로스와 동시대의 인물로 추정되는 헤시오도스는 자신의 저서 《신통기》(신의 기원)에서 세계의 창조를 다룬 초기 그리스 신화를 비롯하여 신의 기원인 티탄과 기간테스뿐만 아니라 복잡한 가계도와 민간 설화, 기원 신화까지 자세하고 충실하게 설명하였다. 헤시오도스의 또 다른 저서 《일과 날》은 농경 생활에 대한 교훈 서사시로, 프로메테우스와 판도라 신화, 다섯 시대 설화도 함께 포함되어 있다. 이 서사시는 위험한 세상에서 성공하는 최선의 방법을 조언하며, 신들로 인해 세상이 더욱 위험해질 수 있음을 경고한다.
서정시는 신화에서 그 주제를 가져올 때도 있었으나, 표현에 있어서는 직접적인 서사가 아닌 암시를 많이 썼다. 핀다로스, 바킬리데스, 시모니데스와 같은 서정 시인들과 테오크리토스, 비온과 같은 목가 시인들은 각각의 신화적 사건을 서로 연관지어 표현하기도 하였다. 또한, 신화는 고전 아테네 연극의 중심 소재이기도 했다. 비극 작가 아이스킬로스와 소포클레스, 에우리피데스는 비극의 줄거리에 트로이아 전쟁과 영웅 시대의 신화를 차용하였다. 많은 위대한 비극적인 이야기들(아가멤논과 그의 자녀, 오이디푸스, 이아손, 메데이아 등)의 대표적 형식이 이러한 비극에서 잘 드러나 있다. 희곡 작가인 아리스토파네스 또한 자신의 작품 《새》, 《개구리》에서 신화를 차용하였다.
역사가 헤로도토스와 디오도로스 시켈로스, 지리학자 파우사니아스, 스트라보는 그리스 전역을 돌아다니면서 그들이 들은 이야기를 글로써 기록하였는데, 이 이야기들은 수많은 지역 신화와 전설, 그리고 같은 이야기의 많이 알려지지 않은 또 다른 이야기들로 구성되어 있다. 특히 헤로도토스는 자신이 들은 다양한 구전 신화를 연구하였으며, 그리스와 동방 사이의 대조를 통해서 역사적이거나 신화적인 근원을 찾았다. 또한, 신화의 기원과 다른 문화적 개념을 혼합하여 융화시키고자 하였다.
헬레니즘과 로마 시대에 들어와서 시는 숭배 행위라기보다는 문학적인 목적으로 창작되는 경우가 많아졌지만, 이러한 경향으로 인해 다른 경우였다면 사라져버릴 수도 있었던 중요한 많은 세부 설명들이 포함될 수 있었다. 이 범주에 속하는 작품은 다음과 같다.
1. 로마 시인 오비디우스, 스타티우스, 발레리우스 플라쿠스, 세네카, 베르길리우스. 세르비우스의 논평.
2. 고대 후기 시대의 그리스 시인: 논노스, 안토니노스 리베랄리스, 코인토스 스미르나이오스
3. 헬레니즘 시대의 그리스 시인: 로도스의 아폴로니오스, 칼리마코스, 동명의 에라토스테네스, 파르테니오스.

신화를 언급하는 같은 시대의 산문 작가로는 아풀레이우스와 페트로니우스, 롤리아누스, 헬리오도로스 등이 있다. 동명의 히기누스가 로마 작가 양식으로 쓴 《이야기》(Fabulae)와 《천문학》(Astronomica)은 신화를 시적인 표현 없이 개요로 실었다는 점에서 중요한 작품이다. 선대와 후대 필로스트라토스의 《상상》(Εἰκόνες), 칼리스트라토스의 《묘사》(Ἐκφράσεις) 또한 작품의 주제에 신화를 이용하였기 때문에 서술 양식에 대한 유용한 근거로 볼 수 있다.
마지막 사례는 비잔티움의 그리스 작가로, 상당수가 신화에 대한 여러 가지 중요한 설명을 남겼는데, 지금은 소실된 초기 그리스 작품이 유래가 된 것도 많이 있다. 이러한 방식으로 신화를 보존한 사람은 아르노비우스, 《수다》의 저자, 헤시키오스, 이오안네스 트제트제스, 에우스타티우스 등이 있다. 이들은 대개 기독교적 도덕관의 시각에서 신화를 다루었다.

### 고고학적 근원

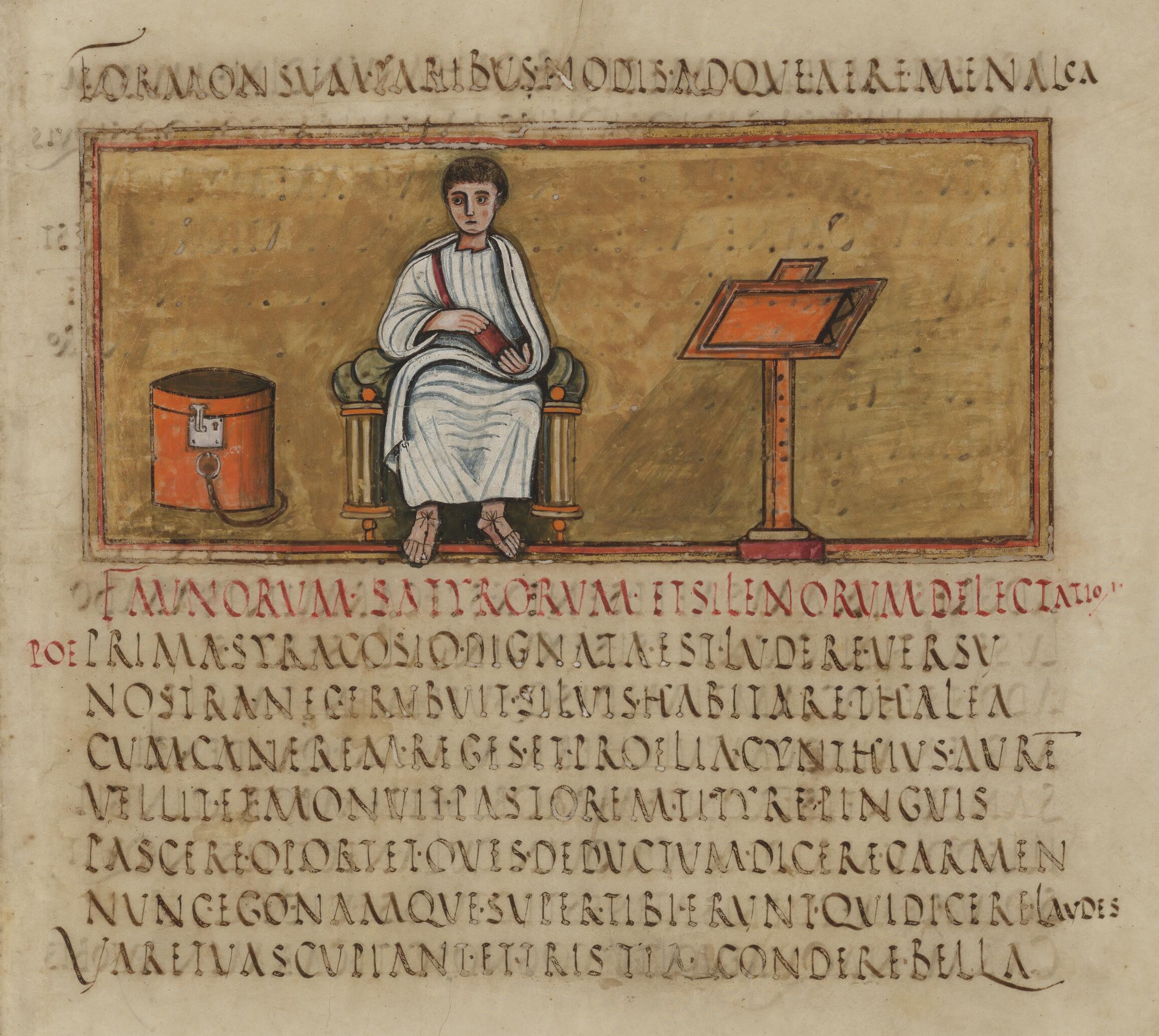
5세기 원고 《베르길리우스 로마누스》에 묘사된 로마 시인 베르길리우스. 자신의 저작에서 그리스 신화에 대한 많은 설명을 남겼다.

19세기 독일의 아마추어 고고학자 하인리히 슐리만의 미케네 문명 발견과 20세기 영국의 고고학자 아서 에번스 경의 크레타 미노아 문명의 발견은 호메로스의 서사시에 대해 남아있던 많은 의문점을 설명하는데 도움이 되었으며, 신과 영웅에 대한 많은 신화적 설명의 고고학적 증거를 제공하였다. 하지만 미케네와 미노아 지역의 신화 및 의식에 대한 증거는 모두 기념적인 것에 불과하였는데, 예를 들어서 선형문자 B 기록(크레타와 그리스 본토에서 발견된 고대 그리스 문자)은 신과 영웅에 대한 이름이 애매하게 나타나 있기는 하였지만, 주로 농산물의 수확과 재산, 상품 목록을 작성하는 용도로 쓰였다.
기원전 8세기의 도자기에 새겨진 기하학 디자인은 헤라클레스의 모험뿐만 아니라 트로이아 연대기의 장면도 묘사되어 있다. 신화의 시각적 묘사는 두 가지 이유에서 중요하다고 볼 수 있다. 첫째는 많은 그리스 신화가 문학적 근원보다 항아리 묘사에서 일찍 등장했다는 것이다. 예를 들어서 헤라클레스의 12업은 케르베로스를 생포하는 모험만이 동시대의 문헌에서 등장한다. 또한, 시각적인 근원은 때때로 현존하는 문학적 근원에서 등장하지 않는 신화, 또는 신화적인 장면을 묘사한다. 어떤 경우에는, 기하학 양식에서 처음 묘사된 신화로 알려진 것이 몇 세기가 지난 후에야 고대 서사시에서 처음 언급되기도 한다. 이후 고대(c. 750–c. 500 BC)와 고전(c. 480–323 BC), 헬레니즘(323–146 BC) 시대에 등장한 호메로스풍을 비롯한 다양한 신화 장면은 현존하는 문학적 증거를 보충하는 자료가 되고 있다.

## 신화 역사의 개괄

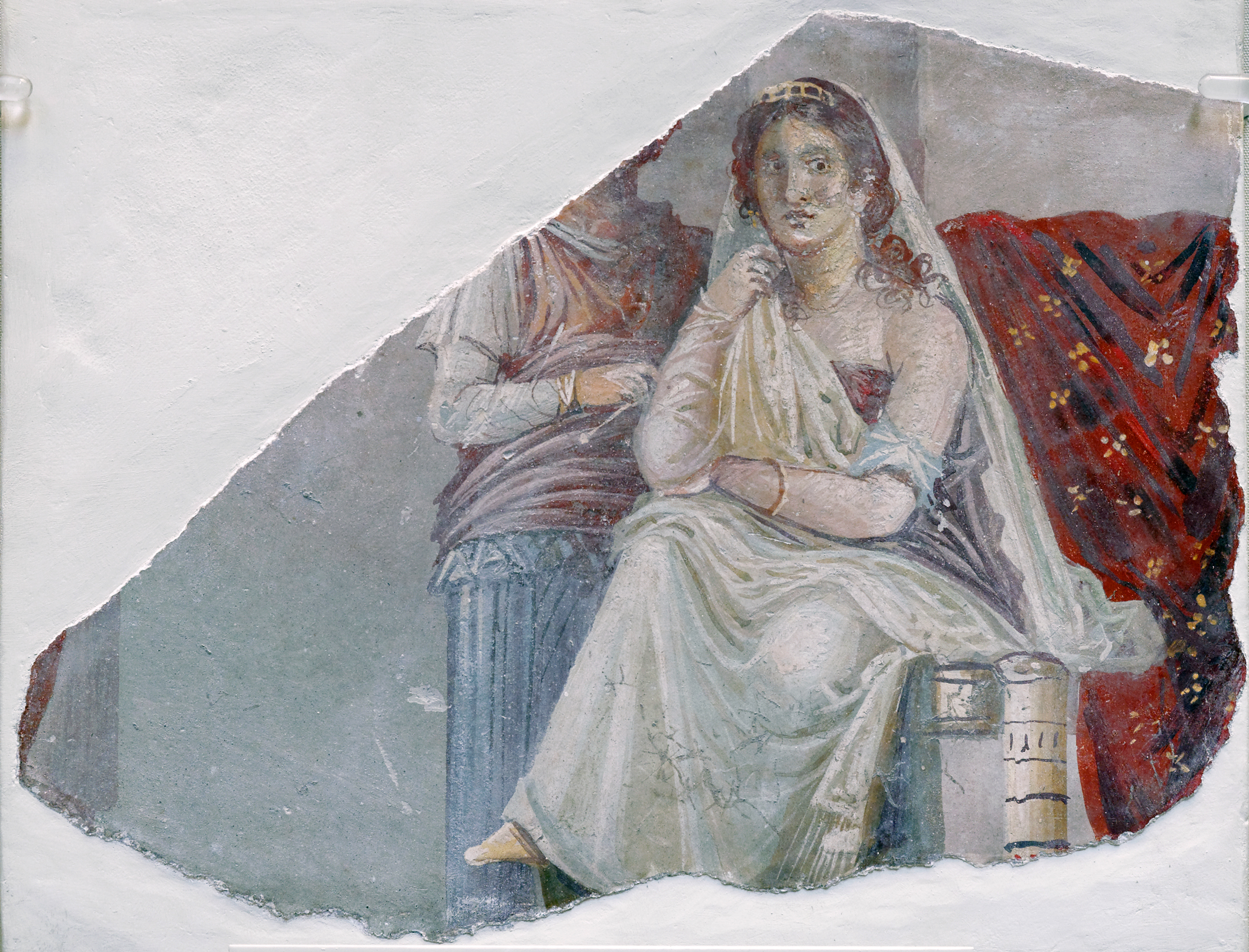
파이드라와 그녀의 유모로 보이는 하인, 기원전 60-20년 폼페이의 프레스코화.

그리스 신화는 시간이 경과할수록 문화의 발전에 적응하고 변화해왔으며, 이러한 변화에는 전체적인 것과 더불어 무언의 가정까지도 포함되어 있다. 오늘날까지 이어져 오는 그리스 신화의 문학 형태는 대부분이 점진적인 변화를 거친 것으로, 길버트 커스버트슨의 주장처럼 그 본질은 정치적인 것이다.
농업에 종사하였던 발칸반도의 초기 거주자들은 애니미즘 사상을 통해 자연의 모든 것에 영혼을 부여하였고, 사람의 형태로 가정된 이러한 영혼들은 지역 신화에서 신으로 등장하게 되었다. 발칸반도 북부의 부족들이 침범하게 되면서, 정복과 세력, 싸움에서의 용기, 영웅적 자질을 바탕으로 한 그들의 새로운 판테온 신들이 기존 발칸반도의 신화에 유입되었다. 그 결과 농경 사회에 존재했던 오래된 신들은 그들의 더욱 강력한 침략자에 융합되었고, 그렇지 못한 신들은 쇠퇴하여 사라지게 되었다.
고대 중반 이후에는 남신과 남성 영웅 간의 관계에 대한 신화가 더욱 빈번해지기 시작했으며, 이것은 기원전 630년 경에 확산되었다고 여겨지는 교육적 동성애(파이디코스 에로스; παιδικός ἔρως)의 동시적 발전과도 관계가 깊다. 기원전 5세기가 끝날 무렵, 시인들은 아레스를 제외한 모든 중요한 신과 많은 전설적 인물에게 적어도 한 명의 에로메노스(성적인 관계의 어린 소년)를 정해두었다. 아킬레우스와 파트로클로스처럼 이전에 존재하던 신화 또한 암시적인 동성애 관계가 가미되었다. 알렉산드리아의 시인들은 처음으로 자신들의 유행에 맞추어 그리스의 신화적 인물의 이야기를 각색하였으며, 초기 로마 제국의 문학 신화 수집가들에게는 이것이 더욱 일반적인 현상이 되었다.
일련의 역사적 이야기를 만들어낸 서사시의 업적은 결과적으로 새로운 감각의 신화적 연대기로 발전하였고, 그리스 신화는 세계와 인간의 발전 모습 또한 표현하게 되었다. 이러한 이야기들은 내용에서 드러나는 자기 모순적 서술 때문에 절대적인 시간 구성으로 설명할 수는 없지만, 대략의 연대는 파악할 수 있다. 신화에서 설명하는 "세계의 역사"는 다음과 같이 세 시대, 또는 네 시대로 나눌 수 있다.
1. 창세 신화 또는 신들의 시대(신통기, "신들의 탄생"): 세계와 신, 인간의 기원에 대한 신화
2. 신들과 인간의 자유 교류 시대: 초기에 신들과 반신반인, 인간이 서로 교류했던 이야기.
3. 신들의 활동이 제한되었던 영웅의 시대. 마지막이자 가장 거대한 영웅 전설은 트로이아 전쟁과 후일담이다.(어떤 연구자들은 네 번째 시대로 나누기도 한다.)[22]

신들의 시대가 동시대의 신화 연구자들로부터 많은 관심을 받아온 반면에, 고대와 고전 고대의 그리스 작가들은 영웅의 시대를 더 선호하였다. 그들은 세상이 어떻게 생겨났는지에 대해 설명한 후, 그 다음부터는 인간의 업적에 대한 기록과 연대를 정립하기 시작하였다. 예를 들어서, 영웅 서사시 《일리아스》와 《오디세이아》는 신에게 초점이 맞추어진 《신통기》와 호메로스 찬가의 규모와 유행을 위축시켰다고 볼 수 있다. 호메로스의 영향으로 "영웅 숭배" 문화는 종교 생활의 개혁을 가져왔고, 죽음(영웅)의 세계에서 신들의 세계를, 올림피안에서 지하 세계의 신들을 분리하여 표현하였다. 헤시오도스는 《일과 날》에서 인간(종족)의 시대를 금, 은, 청동, 철의 네 시대로 설명하였다. 이러한 종족, 또는 시대는 신들의 창조를 기준으로 구별하는데, 금의 시대는 크로노스의 지배에 속하며, 이후의 종족은 제우스가 창조한 것이다. 헤시오도스는 청동 시대 다음에 영웅의 시대(종족)를 삽입하였다. 마지막 시대는 철의 시대로, 시인들이 활동하던 시대와 동일하였다. 시인들은 이 시대를 최악의 시대로 간주하였다. 그들은 판도라의 신화를 통해서 철의 시대부터 세상에 악(惡)이 존재하게 된 이유를 설명하였는데, 판도라가 항아리를 열게 되면서, 인간의 모든 가능성이 좌절되고 오직 희망만이 남았다고 한다. 오비디우스는 《변신 이야기》에서 헤시오도스의 네 시대 개념을 가져왔다.

### 신들의 시대

#### 우주 생성론과 우주론

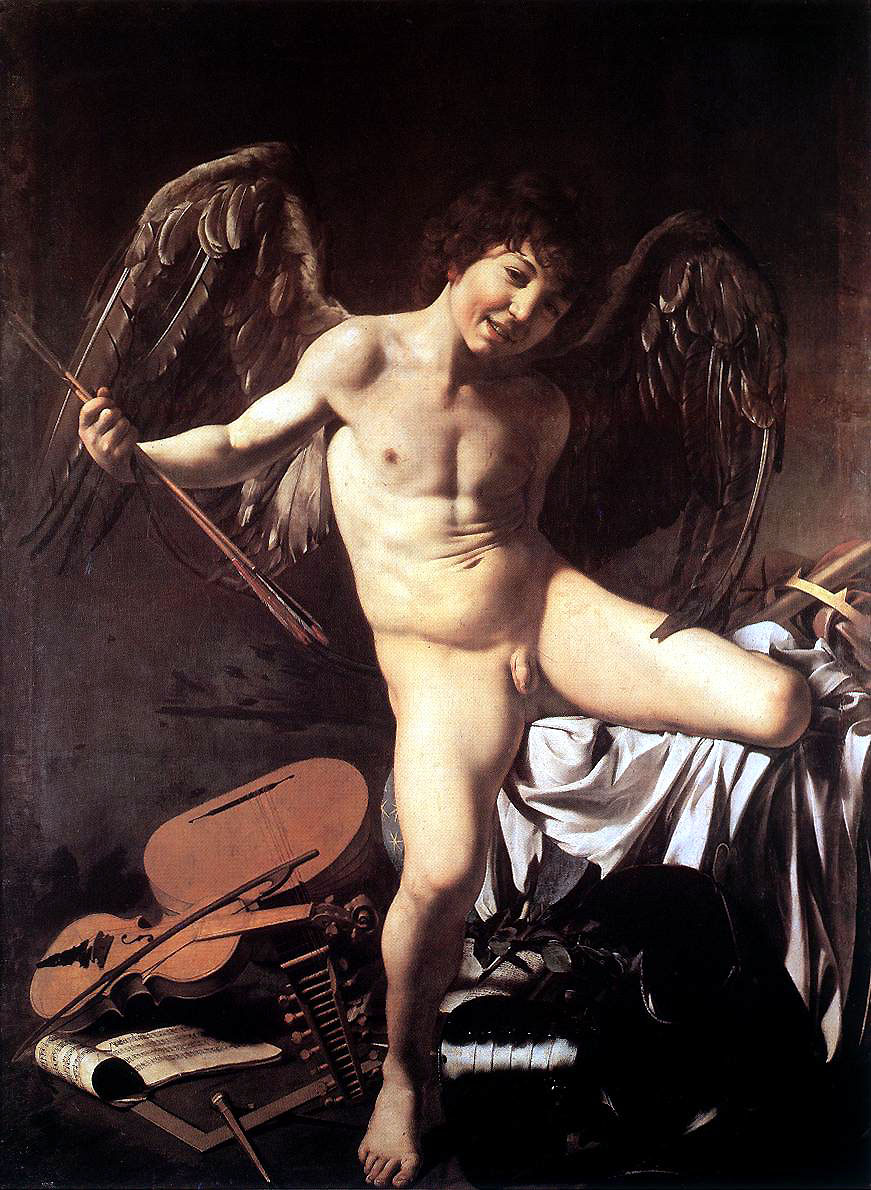
사랑의 신 에로스를 묘사한 Amor Vincit Omnia(사랑은 모든 것을 정복한다). 미켈란젤로 다 카라바조의 1601–1602년 작품.

"근원 신화" 또는 "창조 신화"는 인간의 용어로 우주를 이해하며, 세계의 기원을 설명하는 신화를 말한다. 철학적인 설명으로 시작되기는 하지만, 오늘날에 가장 널리 받아들여지는 신화는 헤시오도스의 《신통기》에 서술되어 있다. 그는 세상이 지루한 공허인 카오스에서 비롯되었다고 설명한다. 이 공허가 끝나자 가이아(대지)가 나타났고, 에로스(사랑), 무저갱(나락, 타르타로스), 에레보스와 같은 다른 근본 신들도 등장하게 되었다. 가이아는 남자의 도움 없이 우라노스(하늘)를 낳았고 그와 결합하였다. 이 결합으로 거인족 티탄이 처음으로 태어났는데, 이들은 코이오스, 크리오스, 크로노스, 히페리온, 이아페토스, 오케아노스의 여섯 남자, 므네모시네, 포이베, 레아, 테이아, 테미스, 테티스의 여섯 여자로 구성되었다. 이윽고 가이아와 우라노스는 외눈박이 키클롭스와 100개의 손이 달린 헤카톤케이레스를 낳았다. 크로노스("교활하며, 가장 젊고 무서운 가이아의 자녀")는 우라노스를 거세시키고 신들의 지배자가 되었으며, 누이 레아를 자신의 배우자로 삼고, 다른 형제 티탄들을 지배층의 구성원으로 받아들였다.
아버지와 아들 간의 대립 주제는 크로노스가 자신의 아들 제우스에게 적대를 받으며 되풀이되었다. 아버지를 배반하였던 크로노스는 자신의 자식 또한 그럴 수 있다는 두려움에 레아가 자식을 낳을 때마다 빼앗아 삼켜버렸다. 이것을 증오하던 레아는 마지막으로 낳았던 아들 제우스를 숨기고 강보에 싼 바위를 대신 주어 크로노스가 삼키도록 하였다. 성장한 제우스는 크로노스에게 약이 든 음료를 마시게 하여 구토를 하게 만들었고, 크로노스의 위장에 있던 레아의 다른 자녀들과 바위가 모두 밖으로 나오게 되었다. 제우스는 신들의 왕위를 차지하고자 크로노스에게 도전하여 전쟁을 벌였다. 막바지에 이르러 키클롭스(제우스가 타르타로스에서 구출)의 도움으로 제우스와 형제들은 승리하게 되었고, 패배한 크로노스와 티탄들은 내쫓겨 타르타로스에 감금되었다.

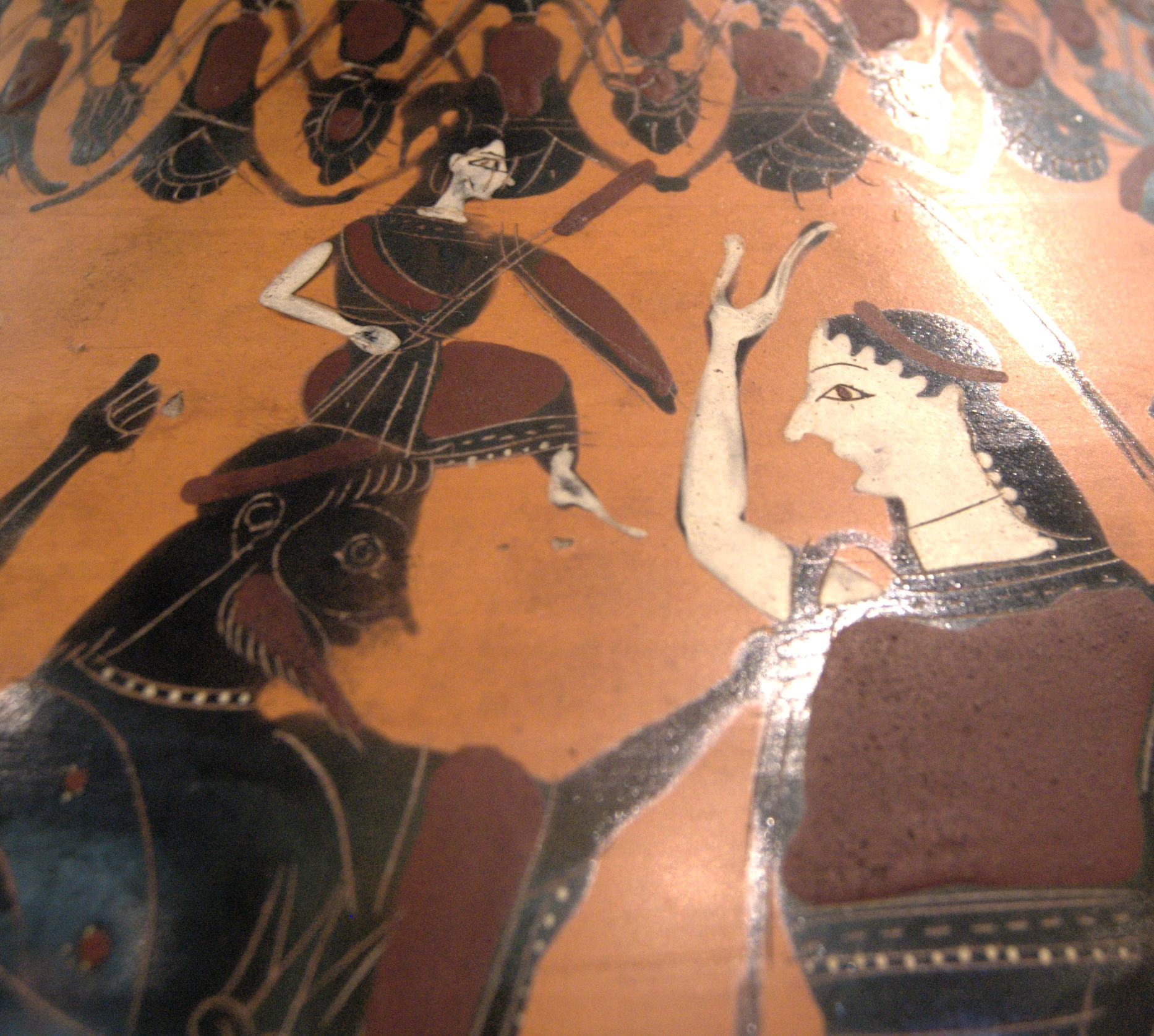
아티카식 흑회식 암포라에 그려진 메티스를 삼킨 제우스의 머리에서 "재탄생"하는 아테나, 출산의 여신 에일레이투이아가 오른쪽에서 돕고 있다. 기원전 550 - 525년 경 작품.(파리 루브르 박물관)

 크로노스와 같은 반란을 겪을까봐 걱정하던 제우스는, 첫 번째 아내인 메티스가 "자신보다 위대한" 신을 낳을 것이라는 예언을 듣자 아내를 삼켜버렸다. 하지만 메티스는 이미 아테나를 임신하고 있었고, 아테나는 제우스에게 계속 두통을 앓게 만들다가 무장을 한 채 완전히 성장한 모습으로 그의 머리에서 나오게 되었다.
초기 그리스인들은 시에 대하여 신통기를 원형적인 시 장르—원형적 미토스—로 여겼으며, 내용 대부분에 마법적인 힘이 깃들여져 있다고 생각하였다. 원형 시인 오르페우스 또한 신통기를 읊는 원형적 가수였는데, 아폴로니오스의 《아르고나우티카》에서는 바다를 잠재우거나 폭풍을 일으켰으며, 하데스로 하강하여 지하세계 신들의 냉혹한 마음을 움직이기도 하였다. 〈헤르메스에게 바치는 호메로스 찬가〉에서 헤르메스가 서정시를 고안해냈을 때 그가 처음으로 부른 노래도 신들의 탄생에 관한 것이었다. 헤시오도스의 《신통기》는 전해내려오는 신들의 모든 이야기뿐만 아니라, 무사이에게 영감을 비는 긴 첫머리에서 아르카익 시인들의 역할에 대한 이야기도 충실히 담고 있다. 신통기는 또한 오르페우스, 무사이오스, 에피메니데스, 아바리스와 그 밖의 전설적 현자가 지었다고 여겨지며, 내밀한 정화 의식과 밀교 의식에 사용되었던 소실된 많은 시들을 주제로 삼기도 하였다. 실제로 플라톤은 오르페우스교 신통기의 몇가지 이야기에 정통했다. 그러나 종교 의식과 신앙에 대해서는 침묵으로 일관되었기 때문에, 종교의 신앙은 유지된 반면, 그 집단의 구성원들에 의한 이러한 문화의 종류의 보고는 이루어지지 못하였고, 이후 종교적 신앙이 쇠퇴하면서, 일부만이 종교 의식으로 알려지게 되었다. 문헌에서 이러한 의식에 대한 언급을 종종 찾아볼 수 있지만, 그 양상은 소실된 직접적인 문헌과 달리 글의 방향이 너무 명료하고 의도적인 것에 불과하다.
도기와 종교적 예술품에 묘사된 장면들은 다양한 신화와 전설로 해석되었으며, 잘못 해석되는 부분도 없지 않아 있었다. 이러한 작품의 일부는 신플라톤주의 철학자의 인용과 최근에 발견된 파피루스 조각을 통해 오늘날까지 전해지게 되었다. 파피루스 조각 중의 하나인 데르베니 파피루스는 오르페우스 신앙의 천지 창조 시가 최소 기원전 5세기부터 존재했었음을 증명하는 자료가 되었다.
그리스 세계에서는 최초의 철학적 우주론자들이 반대하거나 성립해온 대중적인 신화적 개념들이 한동안 존재했었다. 이러한 개념들의 일부는 호메로스와 헤시오도스의 시에서 가져올 수 있었던 것이다. 호메로스의 시에서는 대지가 오케아노스의 강 위에 떠있는 평평한 원판이며, 태양, 달, 별이 있는 반구형의 하늘에 둘러싸여 있다고 설명하였다. 태양(헬리오스)은 전차를 몰면서 하늘을 가로질렀고, 밤에는 황금 사발을 타고 대지 주위를 항해하였다. 태양, 대지, 하늘, 강, 바람은 발원의 대상이 되거나 입증 선언에서 이름이 불리기도 하였다. 또한 자연의 균열은 보통 하데스의 지하 세계이자 그의 전신인 죽음의 세계로 가는 입구로 생각하였다. 다른 문화권의 영향은 언제나 새로운 주제를 창출해내었다.

#### 그리스 판테온

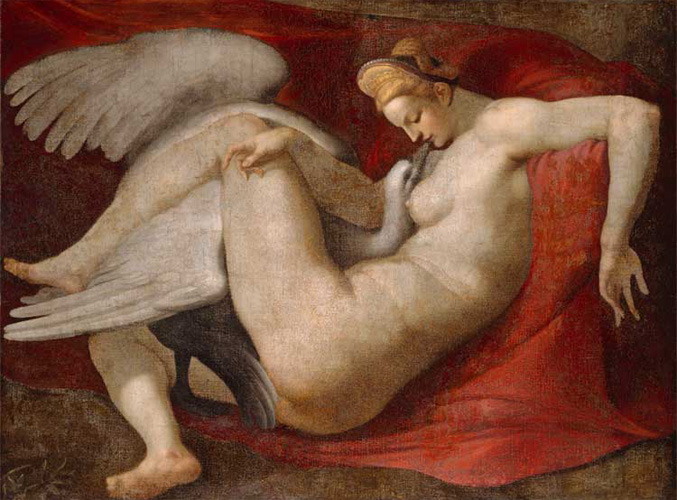
백조로 둔갑하여 스파르타 왕비 레다를 유혹하는 제우스. 분실된 미켈란젤로 원작의 16세기 복제본.

고전 시대 신화에서는 티탄들의 패배 이후, 신들의 새로운 판테온이 세워졌다고 설명한다. 주요한 그리스 신들 중에서 올림피안은 올림포스 산 정상에서 제우스의 통치 아래 살아가는 신들을 말한다. 이들의 인원이 열두 명으로 제한된 것은 비교적 최근에 도입된 개념으로 보인다. 올림피안 이외에도 그리스인들은 염소 신 판, 강의 정령 님프, 샘에 사는 나이아스, 나무의 정령 드리아스, 바다에 사는 네레이스, 강의 신, 사티로스를 비롯한 그 지역의 다양한 신들을 숭배하였다. 여기에는 에리니에스(또는 푸리아이)처럼 혈연 관계에게 범죄를 저지른 죄인을 뒤쫓는 저승의 암흑 세력도 있었다. 시인들은 그리스 판테온의 영광을 기리고자 호메로스 찬가를 지었다.(33편의 노래). 그레고리 나지는 호메로스 찬가를 "각 노래마다 신에 대한 기원을 노래하는(《신통기》에 비해) 간결한 서가"로 간주하였다.
그리스 신화를 구성하는 방대한 신화와 전설에서 그리스인들이 생각해낸 신들은 본질로 봤을 때는 물질적이지만 이상적인 신체를 가졌다고 묘사된다. 발터 부르케르트는 그리스의 신인 동형론의 특징에 대하여 "그리스 신들은 인간이며, 추상적이거나 관념적이지 않다"라는 정의를 내렸다. 고대 그리스 신들은 그들의 근원적인 형태와는 별개로 많은 초자연적 능력을 가지고 있었는데, 특히 그들은 질병에 영향을 받지 않았고, 매우 특정한 상황에서만 상처를 입을 수 있었다. 그리스인들은 신들만이 가질 수 있는 고유한 특성을 불사로 보았고, 영원한 젊음과 더불어 이러한 불사의 능력은 넥타르와 암브로시아를 섭취하여 혈관에 신성한 피를 돌게 하는 방법으로 보장 받을 수 있었다.
각 신들은 서로 다른 관심사를 추구하며 자신의 계보를 이어가며, 특유의 개성에 의해 좌우되는 전문적인 일정한 영역을 가지고 있다. 다만, 이러한 묘사들은 다른 것과 항상 일치하지 않는 고대 지역 전승의 다양성에서 기인한 것이었다. 시나 기원, 의식에서는 신들을 호명할 때 이름과 수식어를 결합하여 부르며, 다른 명시와는 다른 이러한 구별을 통해 그들을 식별한다[예를 들어 아폴로 무사게테스(Apollo Musagetes)는 "무사이의 지도자, 아폴론"]. 수식어만을 사용하여 부르는 것은 신의 특정하고 부분적인 모습만을 식별하는 것으로 보이며, 일찍이 고대 그리스의 고전 시대부터 시작되었다고 여겨진다.
대부분의 신들은 삶의 특정한 모습과 연관되어 있다. 예를 들어서, 아프로디테는 사랑과 미의 여신, 아레스는 전쟁의 신, 하데스는 죽음의 신, 아테나는 지혜와 용기의 여신이었다. 아폴론과 디오니소스 같은 일부 신들은 복잡한 특성을 가지며 다양한 영역을 관장하기도 하였으며, 반면 헤스티아("난로")와 헬리오스("태양")처럼 좀 더 전형적인 화신의 성향을 가진 신들도 있었다. 대부분의 주요 신전들은 거대 범그리스 신앙의 중점이 되는 제한된 숫자의 신들만을 헌신하는 경향이 있었다. 그러나 개별 종교와 마을에서는 비주류 신들을 숭배하며 의식을 치루는 것이 일반적이었다. 많은 도시에서 또한 잘 알려진 신들을 독특한 지역 의식과 함께 찬양하였으며, 다른 지역에는 잘 알려지지 않은 신화를 그들과 연관시키기도 하였다. 영웅 시대 동안에는 영웅(또는 반신) 숭배가 부가되기도 하였다.

### 신들과 인간의 시대
신들만이 살아갈 때의 시대와 인간의 문제에 신성한 간섭이 제한된 시대를 이어주는 것은 신과 인간이 함께 활동하였던 과도기의 시대였다. 이 시대는 세계의 초기 시절로, 신과 인간의 무리들이 나중의 시대와 비교할 때 서로 더 자유롭게 어울렸던 시대였다. 이러한 이야기들의 대부분은 이후 오비디우스의 《변신 이야기》에 실려졌으며, 여기서는 주로 사랑 이야기와 징벌 이야기의 두 주제로 나누어 설명하고 있다.

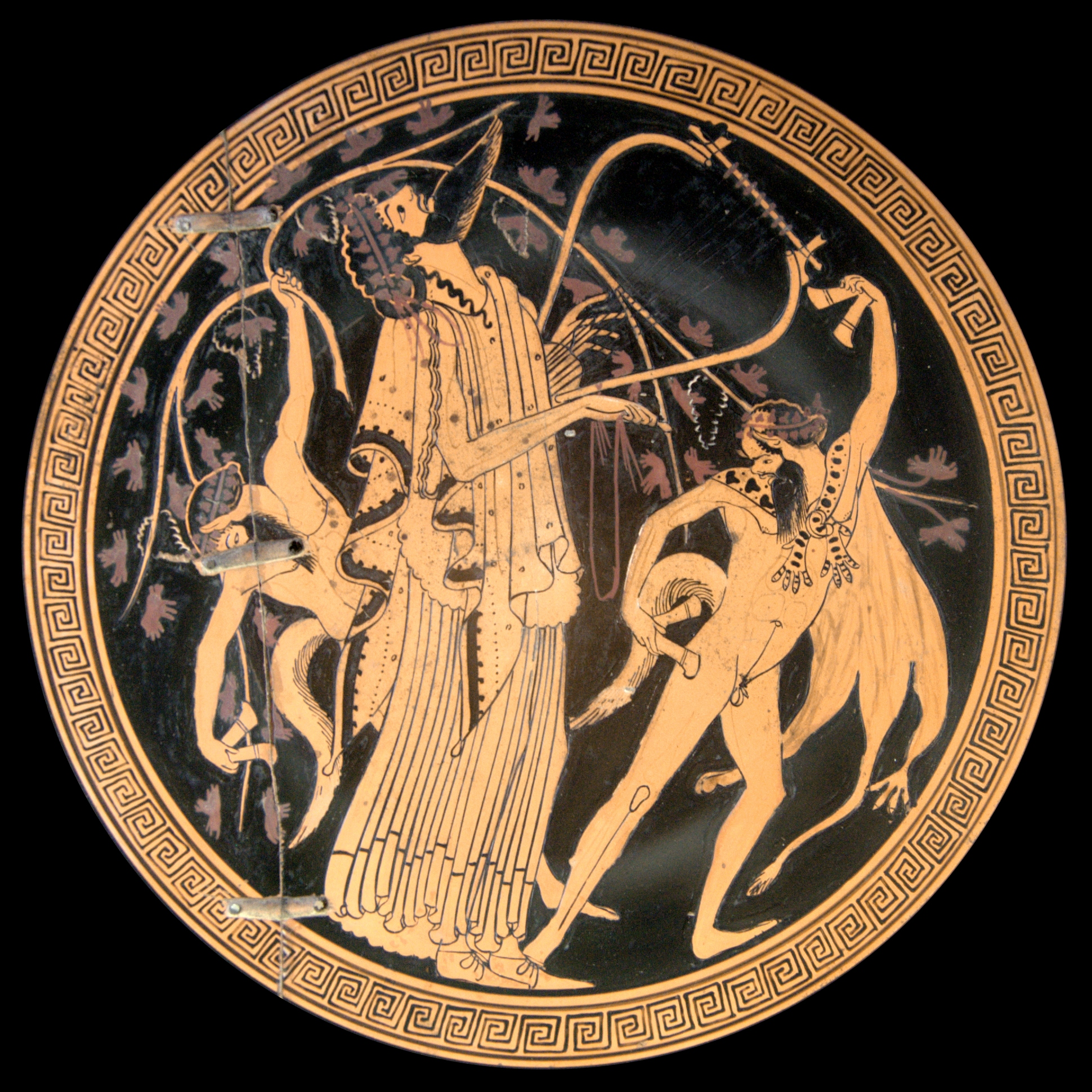
디오니소스와 사티로스. 브리고스 화가 카비네 드 미다이어스가 잔 안쪽에 그린 작품.

사랑 이야기는 주로 근친 상간, 또는 남자 신이 인간 여자를 유혹하거나 강간하여 영웅을 탄생시키는 이야기를 포함하고 있다. 이 이야기에서는 일반적으로 신과 인간의 관계는 피해야할 것으로 암시하고 있는데, 상호 합의의 관계에서도 해피 엔딩으로 결말을 맺는 경우는 드물다. 여자 신이 인간 남자와 관계를 맺는 경우도 드물게 있는데, 〈아프로디테에게 바치는 호메로스 찬가〉에서는 여신이 안키세스와 동침하여 아이네이아스를 낳았다고 이야기한다.
두 번째 유형(징벌 이야기)은 프로메테우스가 신들에게서 불을 훔쳤을 때, 탄탈로스가 넥타르와 암브로시아를 제우스의 식탁에서 훔쳐 백성들에게 나눠주어 신들의 비밀을 누설할 때, 프로메테우스나 리카온이 제물을 날조할 때, 데메테르가 트립톨레모스에게 농업을 전수할 때, 마르시아스가 아울로스를 만들어 아폴론과 음악 경연을 펼칠 때와 같이 어떤 의미 있는 문화적 아티팩트의 전유나 발명을 포함하고 있다. 이안 모리스는 프로메테우스의 신화를 "신들과 인간의 역사 사이의 장소"로 간주하였다. 3세기에 기록된 작자 미상의 파피루스 조각에는 디오니소스가 트라케의 왕 리쿠르고스에게 내린 형벌을 생생히 묘사하고 있는데, 뒤늦게서야 새로운 신을 알아본 리쿠르고스는 내세까지 이어지는 잔혹한 형벌을 받게 된다. 디오니소스가 등장하면서 트라케에서 그의 숭배가 시작되는 이야기는 아이스킬로스 삼대 비극의 주제이기도 하다. 또 다른 비극인 에우리피데스의 《박코스 여신도들》에서는 테바이의 왕 펜테우스가 디오니소스를 경시하고 그의 여성 숭배자 마이나스를 몰래 구경하다 신의 형벌을 받게 된다.

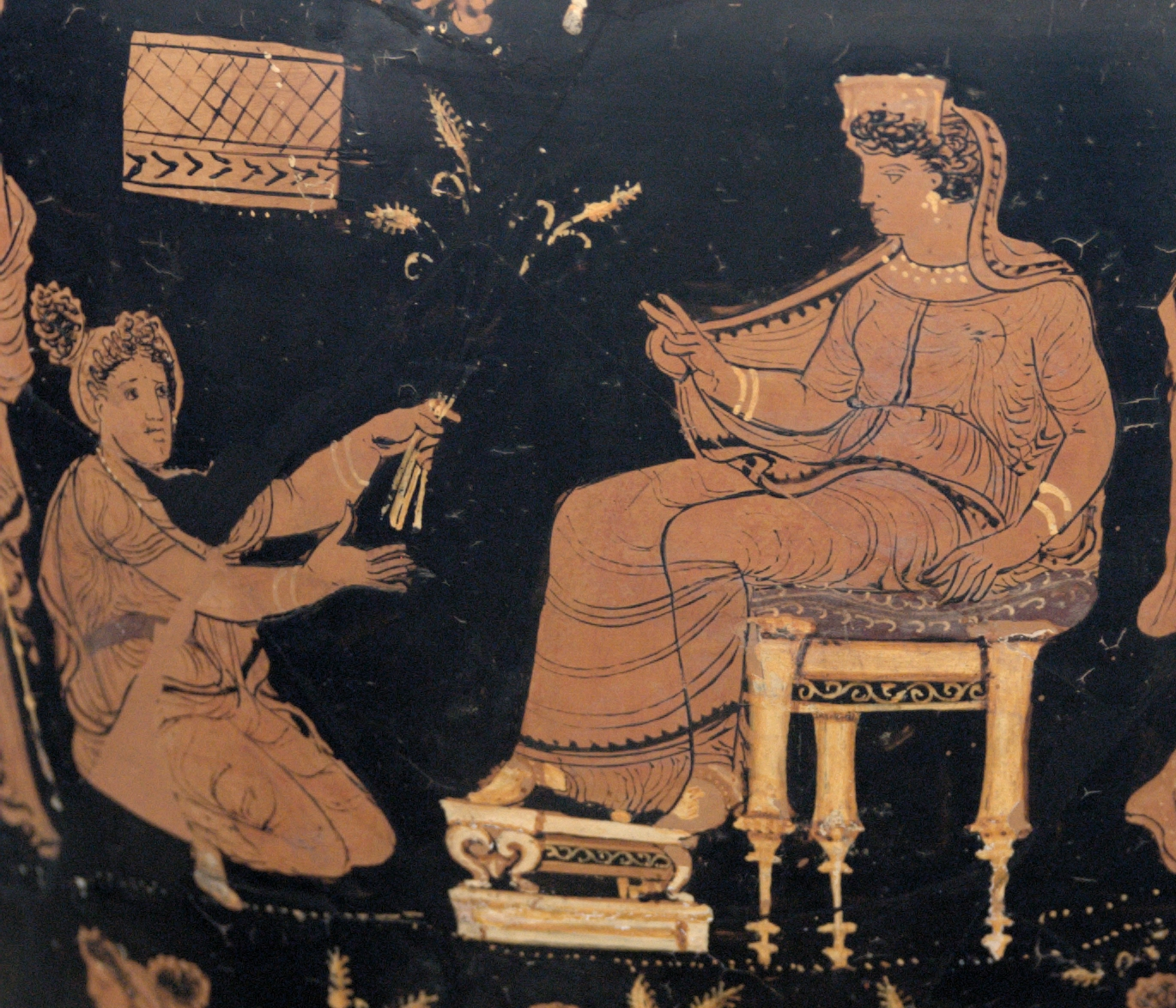
아풀리안 적회식 히드리아에 그려진 데메테르와 메타네이라, 기원전 340년 경 작품.(베를린 구 박물관)

비슷한 주제가 반영된 오래된 설화를 모티브로 한 또 다른 이야기에서는, 데메테르가 도소라 불리는 노파의 모습으로 변신하여 그의 딸 페르세포네를 찾던 중 아티카 엘레우시스의 왕 켈레오스에게 환대를 받는다. 데메테르는 켈레오스에게 보답하고자 그의 아들 데모폰을 신으로 만들 의식을 치루지만, 도중에 어머니인 메타네이라가 불에 휩싸인 아들을 보고 공포에 질려 비명을 지르자 노여워하며 일을 그르치게 된다. 데메테르는 어리석은 인간이 신의 뜻을 이해할 수 없다는 것에 탄식한다.

### 영웅의 시대
그리스 신화에서는 영웅들이 살았던 시대를 영웅 시대로 부른다. 서사시와 계보시에서는 특정한 영웅이나 사건을 중심으로 무리를 이루는 이야기들의 순환을 만들어 내었고, 다른 이야기 속 영웅 간의 가족 관계를 설명하였으며, 이를 위해서 연속적으로 이야기들을 배열하였다. 켄 다우든에 따르면 이것은 연대기 효과로도 볼 수 있으며, 계승되는 세대의 운명을 따라가볼 수 있다는 특징이 있다.
영웅 숭배가 등장한 이후, 영웅은 신만이 차지하였던 신성한 영역에 가세하며 맹세와 기원의 대상으로서 그 이름이 신과 함께 언급되었다. 신들의 시대와는 대조적으로, 영웅 시대 동안에는 영웅들의 명단이 수정되지 않은 최종적인 형태를 취하였다. 또한, 위대한 신들은 더 이상 태어나지 않았지만, 새로운 영웅들은 언제나 죽음의 무리에서 다시 살아날 수 있었다. 영웅이 지역 단위의 무리에게 정체성의 중심이 되었다는 것 또한 신 숭배와 영웅 숭배의 중요한 차이점이다.
영웅 시대의 서막은 헤라클레스의 기념비적인 모험들을 통해 열리기 시작했다. 또한, 영웅 시대에는 장대한 군사 사건인 아르고나우타이의 원정, 테바이권과 트로이아 전쟁도 포함된다.

#### 헤라클레스와 헤라클레이다이

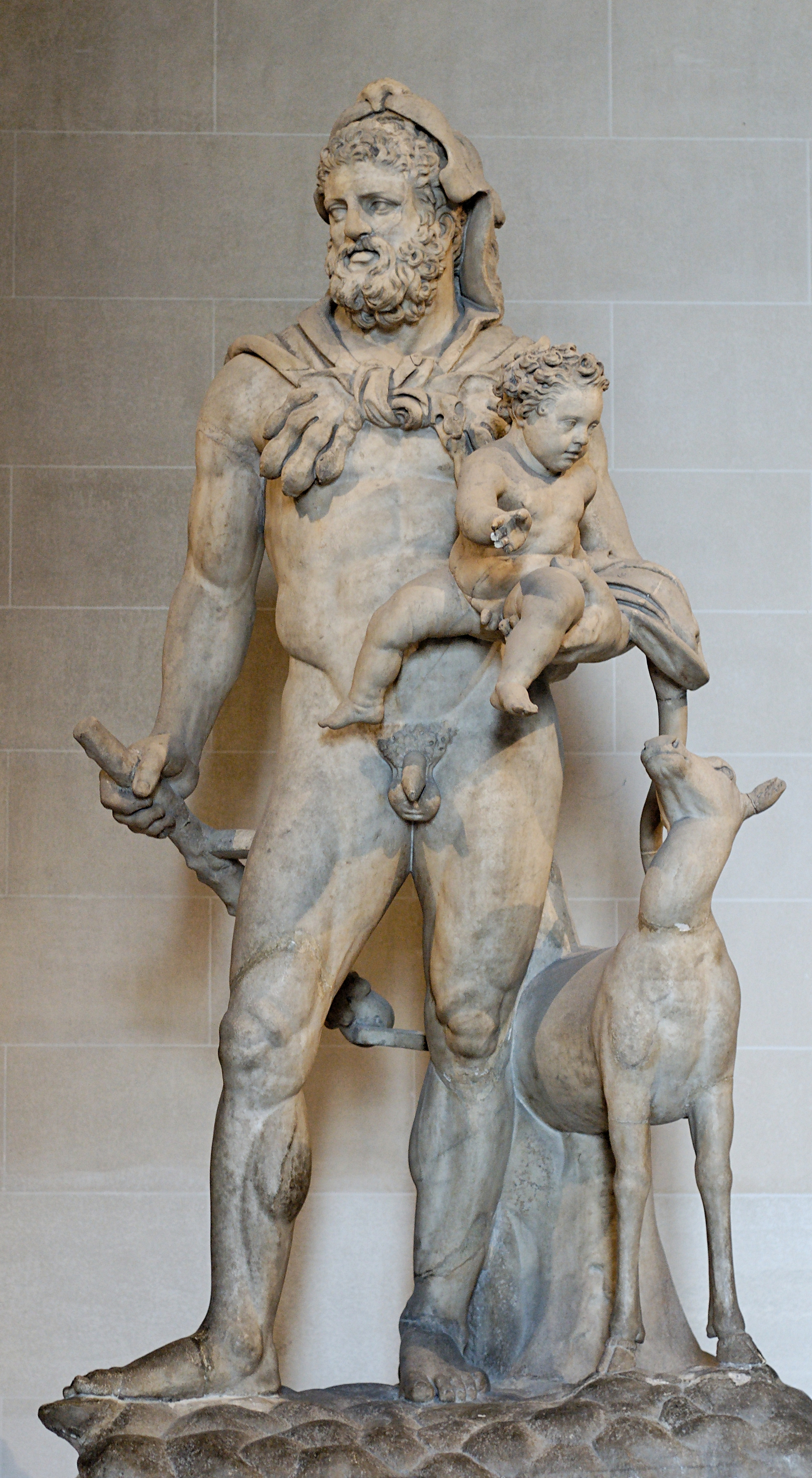
헤라클레스와 그의 아들 텔레포스(파리, 루브르 박물관).

일부 철학자들은 헤라클레스의 복잡하게 얽혀있는 신화가 아르고스 왕국의 종속 국가 지도자와 같은 실존 인물이 바탕이 되었을 것이라고 본다. 또한, 일부 철학자는 헤라클레스의 이야기가 태양이 1년동안 황도 12궁을 통과하는 것을 상징하는 것이라고 주장한다. 다른 문화권의 초기 신화로 비추어 볼 때, 헤라클레스 이야기는 이미 확립된 영웅 신화의 지역화로 보인다는 의견도 있다. 전통적으로, 헤라클레스는 제우스와 페르세우스의 손녀 알크메네의 아들이었다. 그의 환상적이고 유일무이한 공적은 그것들이 갖는 설화적 주제와 함께 인기있는 전설의 소재를 제공하였다. 그는 희생자이자 제단의 창립자, 게걸스러운 먹보로 묘사되거나 언급된다. 희극에서 등장하는 그의 이러한 역할은 그의 비참한 죽음이 많은 비극적 요소를 가지고 있는 것과는 상반적이다. — 탈리아 파파도푸루는 《헤라클레스》에 대해서 "에우리피데스의 연극 연구에서 대단한 중요성을 가진 작품"이라고 평가하였다. 예술과 문학에서 헤라클레스는 보통의 인간보다 막대한 힘을 가진 남성으로 등장하며, 활을 무기로 들고 있는 것이 특징인데 종종 곤봉으로 묘사되기도 하였다. 꽃병 토기에는 헤라클레스의 묘사가 다른 소재와 비할 수 없는 인기를 구가하였는데, 특히 그가 사자와 싸우는 장면은 수백 개의 토기에서 발견되었다.
헤라클레스는 에트루리아와 로마의 신화 및 숭배에도 등장하며, 로마인이 쓰던 라틴어 감탄사 "mehercule"은 그리스어인 "Herakleis"에서 유래한 것이었다. 이탈리아에서는 헤라클레스를 상인의 신으로 숭배하였는데, 다른 나라에서는 그의 특징적인 재능인 행운이나 위험에서의 구조를 염원하기도 하였다.
헤라클레스는 도리스 왕의 시조로 공식 지정되어 높은 사회적 위신을 이루었다. 이것은 도리스인이 펠로폰네소스로 이주한 것에 대한 정당성을 부여하는데 기인한 것으로 보인다. 도리스 부족의 이름이기도 한 영웅 힐로스는 헤라클레스의 아들이자 헤라클레이다이(헤라클레스의 자손, 특히 힐로스의 후예를 말하며, 다른 헤라클레이다이로는 마카리아, 라모스, 만토, 비아노로, 틀레폴레모스, 텔레포스가 있다.)의 한 명이 되었다. 헤라클레이다이는 미케네와 스파르타, 아르고스의 펠로폰네소스 왕국을 정복하였으며, 전설에 입각한 주장에 따르면 조상 대대로 왕국을 지배하였다. 그들의 지배가 시작된 것을 종종 "도리스인의 침입"이라고도 부른다. 리디아인과 후기 마케도니아 왕들 또한 같은 계급의 지배자로서 헤라클레이다이가 되었다.
초기 세대의 다른 영웅들은 페르세우스, 데우칼리온, 테세우스, 벨레로폰 등이 있으며, 이들은 헤라클레스와 공통적으로 많은 특징을 가지고 있다. 그들의 행적은 헤라클레스처럼 혼자서 해낸, 환상적인 것들로, 동화에 가깝다고 볼 수 있으며, 키마이라와 메두사같은 괴물을 처치한 것을 예로 들 수 있다. 벨레로폰의 모험은 평범한 형태로, 헤라클레스와 테세우스의 모험과 유사하다. 상상으로 빚어낸 영웅의 최후는 초기 영웅 전설에서 반복되는 주제였으며, 페르세우스와 벨레로폰의 경우에서도 찾아볼 수 있다.

#### 아르고나우타이
아폴로니오스 로디오스(서사 시인, 철학자, 알렉산드리아 도서관 감독)의 《아르고나우티카》는 유일하게 남아있는 헬레니즘 서사시로써, 이아손과 아르고나우타이가 황금 양모를 찾기 위해 신화 상의 지역인 콜키스로 항해를 떠나는 신화를 다루고 있다. 《아르고나우티카》에서 한 쪽에만 샌달을 신은 남자가 자신의 자리를 위협할 네메시스라는 신탁을 받은 펠리아스 왕은 이아손에게 강제로 임무를 부여한다. 이아손은 강에서 샌달을 잃어버린 채로 펠리아스의 궁전에 도착하고, 이때부터 서사시가 본격적으로 시작된다. 헤라클레스뿐만 아니라 거의 모든 차세대 영웅들이 이아손과 함께 아르고 호를 타고 황금 양모를 찾으러가는 모험에 가담하였다. 이 세대에는 크레타에서 미노타우로스를 무찌른 테세우스, 여걸 아탈란테, 한때 《일리아스》와 《오디세이아》와 경쟁하던 서사시의 주인공 멜레아그로스도 있었다. 핀다로스, 아폴로니우스, 아폴로도로스는 아르고나우타이의 전체 목록을 파악하고자 하였다.
아르고나우타이는 아폴로니우스가 기원전 3세기가 되어서야 쓴 서사시지만, 그 이야기 구성은 《오디세이아》보다 먼저 존재하였으며, 이아손의 공적을 잘 보여주고 있다.(오디세우스의 방랑은 부분적으로 이 이야기를 바탕에 두고 있는 것으로 보인다.) 고대에는 이 원정을 역사적 사실, 즉 그리스인이 흑해에서 무역과 식민지 사업을 개척한 사건에 관한 이야기로 생각했다. 또한, 매우 인기를 끌어 여러 가지 지역 전설이 덧붙여진 권을 형성하였다. 특히 메데이아의 이야기는 비극 시인들의 영감을 자극하였다.

#### 아트레우스 왕가와 테바이권
아르고 원정과 트로이아 전쟁 사이에는 주로 잔혹한 범죄들이 일어났던 것으로 알려진 세대가 있다. 여기에는 아트레우스와 티에스테스가 아르고스에서 벌인 사건도 포함되어 있다. 아트레우스 가문(라브다쿠스 가문과 함께 두 주요 영웅 왕조 중 하나)의 신화 뒤에는 권력 이양과 주권을 계승하는 방법에 얽힌 문제가 드러나있다. 아트레우스와 티에스테스 형제는 미케네의 권력 이양의 비극의 주역으로 출연하며, 그들의 자손들도 이것을 반복한다.
테바이권은 주로 도시의 창설자인 카드모스와 연관된 사건을 다루고 있으며, 후반에는 테바이에서 일어난 라이오스와 오이디푸스 사건을 중점으로 다룬다. 이렇게 이어지는 이야기는 결국 테바이를 공격한 일곱 장수와 에피고노이의 손에 의해 도시가 함락되며 끝을 맺게 된다.(테바이를 공격한 일곱 장수의 초기 서사시 등장 여부는 알려져 있지 않다.) 오이디푸스가 관계되어있는 초기 서사시에는 그가 이오카스테가 자신의 어머니인 것이 드러난 이후에도 테바이를 계속해서 통치했으며, 두 번째 아내와 결혼하여 그녀가 자신의 아이들의 어머니가 되었다고 묘사하고 있다. 이것은 우리가 비극 작품(소포클레스의 《오이디푸스왕》)과 후기 신화에서 보아왔던 이야기와는 현저하게 다르다.

#### 트로이아 전쟁과 여파

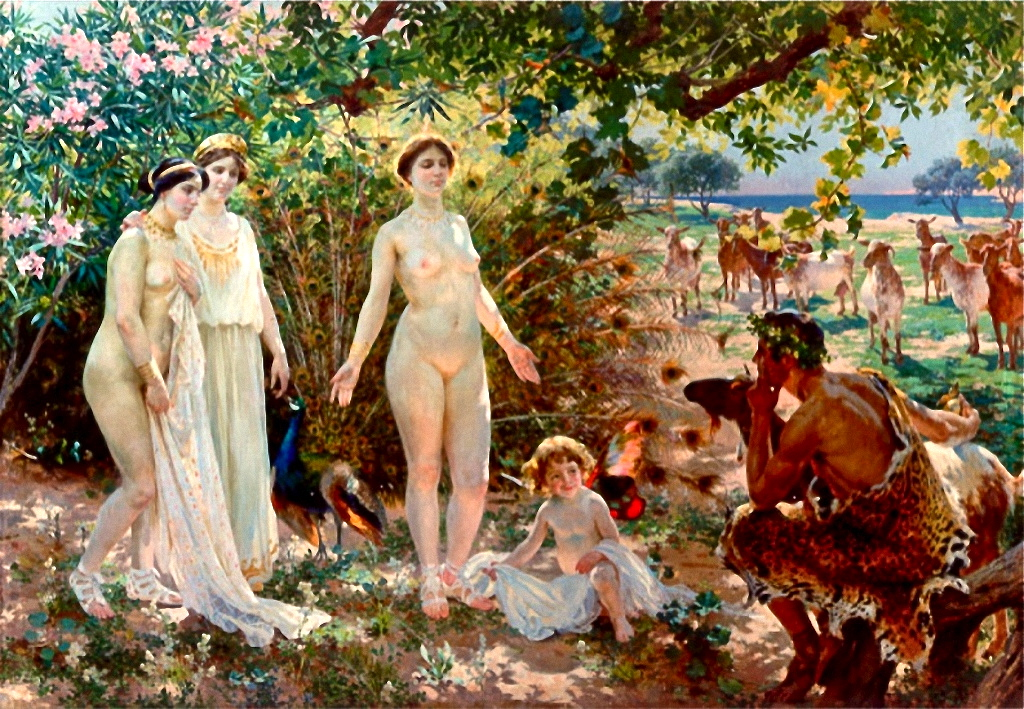
엔리케 시모네의 1904년 《파리스의 심판》. 파리스가 오른손에 황금 사과를 든 채 계산적인 태도의 세 여신을 판단하고 있다.

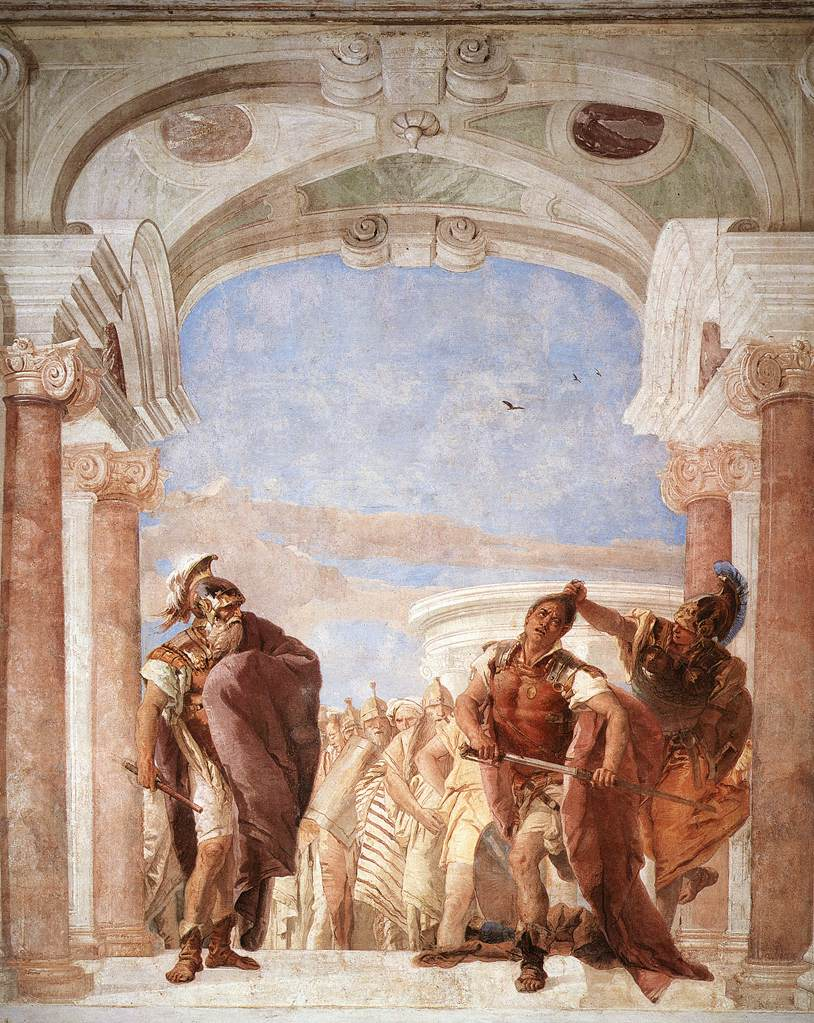
조반니 바티스타 티에폴로의 《아킬레우스의 분노》(1757년, 프레스코, 300 x 300 cm, 비첸차 빌라 발마라나 소재) 아킬레우스는 아가멤논이 자신의 전쟁 포로인 브리세이스를 두고 협박을 일삼는 것에 분노하여 칼을 뽑아 아가멤논을 죽이려고 한다. 이때, 갑자기 여신 아테나가 등장하여 프레스코의 묘사처럼 아킬레우스의 머리카락을 부여잡아 그를 말린다.

이 주제의 자세한 내용은 트로이아 전쟁, 서사시권 문서를 보십시오.
그리스 신화는 그리스와 트로이아 간의 트로이아 전쟁과 그 결과에서 절정을 이룬다. 호메로스 작품에서는 주된 줄거리가 이미 충분한 형태와 요지를 갖추었으며, 개별적인 주제의 경우에는 그 후에 그리스 연극과 같은 매체에서 더욱 자세해졌다. 트로이아 전쟁은 또한 아이네이아스의 이야기로 로마 문화에서 굉장한 관심을 이끌어내었다. 이 이야기에서는 트로이아의 영웅인 아이네이아스가 트로이아를 떠나 방랑하던 중 로마 제국의 건국 시조가 된 새로운 도시를 세웠다고 전하는데, 베르길리우스가 이후에 《아이네이스》라는 책으로 자세히 다루었다(베르길리우스의 《아이네이스》 2권에는 매우 잘 알려진 트로이아 부대 이야기가 있다). 마지막에 와서는 딕티스 크레텐시스, 다레스 프리기누스라는 이름의 저자가 썼다는 허위 연대기 두 권이 라틴어로 쓰여져 전해 내려온다.
서사시 모음인 트로이아권은 전쟁의 원인이 되었던 에리스와 칼리스티의 황금 사과, 파리스의 심판, 헬레네 납치, 아울리스에서 제물로 바쳐지는 이피게니아 이야기로 시작한다. 헬레네를 되찾고자 그리스는 메넬라오스의 형제이자 미케네, 또는 아르고스의 왕인 아가멤논의 지휘 아래 거대한 원정대를 보내었으나, 트로이아는 헬레네를 돌려주는 것을 거부하였다. 전쟁이 일어난지 10년 후를 배경으로 하는 《일리아스》에서는 아가멤논과 그리스의 뛰어난 전사 아킬레우스 사이의 반목, 그리고 아킬레우스의 친구인 파트로클로스와 프리아모스의 장남 헥토르의 전투에서 빚어지는 죽음에 대해서 언급한다. 헥토르의 죽음 이후 트로이아 진영에는 동맹 관계인 아마존의 여왕 펜테실레아, 에피오티아의 왕이자 새벽의 여신 에오스의 아들인 멤논이 가세하였다. 아킬레우스가 이 둘을 죽였으나, 그는 파리스의 화살로 죽게 되었다. 그리스는 트로이아를 함락시키기 전에 성채에서 팔라스 아테나의 목조상(팔라디움)을 훔쳤으며, 마지막에 와서는 아테나의 도움으로 트로이아 목마를 완성시켰다. 프리아모스의 딸 카산드라의 경고에도 불구하고, 트로이아인들은 그리스 진영의 탈영병으로 가장한 시논의 설득만을 믿고 그 목마를 아테나에게 바치는 공물로써 트로이아 성 안으로 들였다. 신관 라오콘이 이 목마를 파괴하려 했으나, 갑자기 나타난 바다뱀에게 물려 죽게 되었다. 밤이 되어 그리스 함대가 돌아오자, 목마에 숨어있던 그리스인들은 트로이아의 성문을 열었다. 총력을 기울인 약탈이 이루어지면서, 프리아모스와 남아있던 그의 아들들은 살해 당했고, 트로이아의 여자들은 그리스 여러 도시의 노예로 전락했다. 모험적인 그리스 지도자의 귀향 항해(아가멤논을 살해한 아이네이아스와 오디세우스의 방랑 포함)는 두 개의 서사시 《귀향》(소실된 노스토이), 호메로스가 쓴 《오디세이아》에서 다루고 있다. 트로이아권은 트로이아 세대의 자녀들이 겪는 모험도 담고 있다.(오레스테스와 텔레마코스)
트로이아 전쟁은 고대 그리스 예술가들에게 다양한 주제를 제공하였으며, 그들의 영감을 자극하는 주요 원천이 되었다.(예: 트로이아 약탈이 묘사된 파르테논의 메토프) 트로이아권에서 유래한 주제가 이같은 예술적 선호를 받은 사실은 이것이 고대 그리스 문명에 매우 중요한 영향을 끼쳤다는 것을 시사하고 있다. 동일한 신화적 연대기 또한 후대 유럽 문학 작품의 일련에 영향을 주었다. 예를 들어서, 호메로스와 직접적인 연관이 없는 트로이아 중세 유럽 작가는 트로이아 전설에서 영웅과 낭만적 이야기의 풍부한 원천과 함께, 이것이 그 시대에 맞게 궁정풍의 기사적인 전형으로 각색하기 쉬운 구조를 갖췄다는 것을 발견했다. 브누아 드 셍트 모르(《로망 드 트로이》, 1154-60년), 엑세터의 조셉(《드 벨로 트로이아노》, 1183년)과 같은 12세기 작가들은 전쟁을 묘사하면서 딕티스와 다레스의 이야기를 각색하였다. 이들은 호라티우스의 조언과 베르길리우스의 전례를 따라서 완전히 새로운 것을 말하는 대신에 트로이아의 시를 다시 쓴 것이다.
트로이아 전쟁에 등장하는 유명한 영웅들은 다음과 같다.
트로이아 진영:
- 아에네아스
- 헥토르
- 파리스

그리스 진영:
- 아이아스
- 아킬레우스
- 아가멤논 왕
- 메넬라오스
- 오디세우스

## 그리스와 로마의 신화 개념
고대 그리스에서 신화는 일상의 중심이었다. 그리스인들은 신화를 그들의 역사의 일부로 보았다. 그들은 자연 현상과 문화적 변화, 인습적인 증오와 친교를 설명하는데 신화를 사용하였다. 한 지도자가 신화적 영웅, 또는 신의 후손이라는 증거로 사용할 수 있는 자부심의 원천이기도 했다. 《일리아스》와 《오디세이아》에서 설명하는 트로이아 전쟁의 진실에 대해서 의문을 갖는 사람은 거의 없었다. 군사 역사가, 칼럼니스트, 정치 수필가이자 전 고전학 교수인 빅터 데이비스 핸슨과 고전학 부교수 존 히스에 따르면, 그리스인들에게 호메로스 서사시의 심오한 지식은 그들의 문화 변용의 기저로 간주되었다. 호메로스는 "그리스의 학문"(Ἑλλάδος παίδευσις)이었고, 그의 시는 한 권의 "책"이었다.

### 철학과 신화

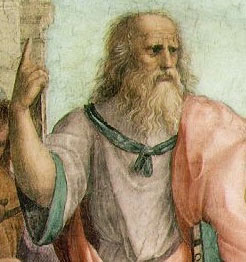
라파엘로가 그린 《아테네 학당》 프레스코의 플라톤(레오나르도 다 빈치와 유사). 그는 이상적 《국가론》에서 호메로스와 비극, 관련된 신화적 전통의 연구를 배격한 철학자이다.

기원전 5세기 후반에 철학과 역사, 산문과 합리주의가 등장한 이후, 신화의 미래는 불투명해졌고, 신화적 계보도가 포함되던 역사의 구상에서도 초자연적 요소가 배제되었다.(투키디데스 역사 등) 시인들과 극작가들이 여전히 신화를 개작했던 반면에, 그리스 역사가와 철학자들은 이것을 비판하기 시작했다.
콜로폰의 크세노파네스와 같은 일부 급진 철학자들은 이미 기원전 6세기부터 시인들의 이야기를 신성 모독적인 거짓말로 여겼다. 크세노파네스는 호메로스와 헤시오도스가 그려낸 신들에 대해 다음과 같이 비판하였다. "호메로스와 헤시오도스는 인간에게 속하는 모든 부끄럽고 수치스러운 일들을 신들에게 귀속시켰다. 절도, 간통, 서로 기만하는 일들이 그것이다." 이러한 경향의 표현은 플라톤의 《국가》와 《법률》에서도 광범위하게 찾을 수 있다. 플라톤은 자신만의 우의적인 신화를 만들었고(《국가》의 에르의 몽상), 신들의 부도덕한 속임수, 도둑질, 간통을 소재로 하는 구비 설화를 비판하였으며, 문학 작품에서 그들이 중심 역할로 등장하는 것에 반대하였다. 신화를 "늙은 아내의 수다"로 비유한 플라톤의 비판은 호메로스 신화 전통에 대항하는 최초의 중대한 도전이었다. 한편, 아리스토텔레스는 신화에 근접한 소크라테스 이전 시대의 철학적 접근을 비판하며 다음과 같이 강조했다. "헤시오도스와 신학 작가들은 그들에게 그럴듯해보이는 것에만 관심을 가졌으며, 우리를 배려하지 않았다 ... 하지만 신화적 문체로 돋보이려는 작가를 진지하게 받아들일 가치는 없다. 우리는 자신들의 주장을 입증하며 나아갈 그들에게 반대 심문을 해야만 한다."
이러한 비판에도, 플라톤은 그 자신과 그의 집단을 신화의 영향에서 벗어나게 할 수 없었다. 일례로, 소크라테스에 대한 그의 서술은 철학자들이 스승의 정직한 삶을 찬양할 때 사용되는 전통적인 서사시풍의 비극 양식을 바탕으로 하였다.
| “ | 어떤 이는 "소크라테스, 그렇다면 자네는 사형 선고를 받게 될지도 모르는 그런 삶을 살아 온 데 대해 부끄러움을 느끼지 않는가?"라고 물을 것이오. 나는 그 질문에 다음과 같이 대답하겠소. "그것은 옳지 못한 견해요. 조금이라도 품위를 가지고 있는 사람이라면 어떤 일을 할 때 그것이 옳은 일인가 옳지 않은 일인가, 선량한 사람이 할 일인가 악한 사람이 할 일인가 하는 것만을 생각해야 하며, 그 일을 하면 살게 되느냐 죽게 되느냐 하는 것을 생각해서는 안 되오. 당신의 견해를 따르면 저 트로이아에서 생애를 마친 반신들은 하찮은 존재들이 되는 셈이니까. 그 중에서도 테티스의 아들인 아킬레우스는 치욕을 참고 견디는 데 비하면 그런 위험은 아무것도 아니라고 생각했소. 나는 헥토르를 죽이려고 서두르는 그에게 어머니인 여신이 이렇게 말한 것으로 알고 있소. 내 아들아, 네가 너의 친구인 파트로클로스의 원수를 갚기 위해 헥토르를 죽이면 너 자신도 죽게 된다. 왜냐하면 헥토르의 바로 뒤에서 죽음의 신이 너를 붙들려고 기다리고 있기 때문이다.(호메로스의 일리아스 18권 96행) 아킬레우스는 이 말을 듣고도 죽음이나 위험은 아랑곳도 없이, 오히려 친구를 위해 원수를 갚지 않고 비겁한 자로 살아남게 되는 것을 훨씬 두려워하여 말하기를, 나의 원수에게 복수를 한 후에는 죽어도 좋습니다. 이곳에서 대지의 짐이 되면서까지 머리 굽은 배들 곁에서 웃음거리가 되고 싶지는 않습니다. | ” |

핸슨과 히스는 호메로스 전통에 대한 플라톤의 거부가 그리스 문명의 대중에게 호의적인 반응을 얻지는 않았다고 추정한다. 오래된 신화는 지역 종교에 여전히 남아있었다. 이러한 신화들은 계속해서 시 문학에 영향을 미쳤고, 회화와 조각의 주요한 주제가 되었다.
보다 적극적으로, 기원전 5세기의 비극 작가 에우리피데스는 종종 오래된 전통을 비웃는 연극을 제작하였으며, 그가 창조한 배역의 목소리를 빌어 의심의 어조를 담아내었다. 그가 제작한 연극은 언제나 예외없이 신화를 주제로 행해졌다. 이러한 많은 연극들은 과거에 같거나 비슷한 신화를 소재로 쓰인 연극의 회답으로 쓰여졌다. 에우리피데스는 주로 신에 대한 신화에 이의를 제기하였으며, 과거 크세노크라테스의 표현과 유사한 반대에 입각한 비판을 펼치기 시작했다. "전통적으로 묘사된 신들은 너무 어리석게도 인간과 닮았다."

### 헬레니즘과 로마 합리주의

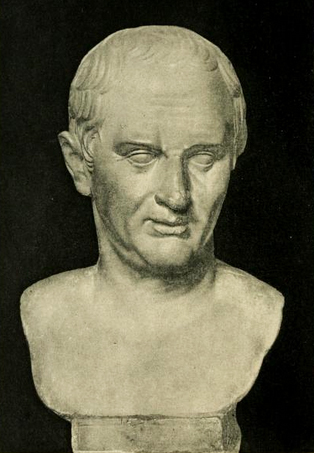
키케로는 신화에 관한 개인적 회의론과 신성의 철학적 개념에 중점을 둔 그의 성향에도 불구하고 스스로를 기존 체제의 옹호자라고 생각했다.

헬레니즘 시대 동안 신화는 일정 신분만이 향유할 수 있는 일류 엘리트 지식으로 자리매김하였으며, 동시에 고전 시대의 회의적인 성향 또한 더욱 두드러지게 나타났다. 그리스 신화 수집가 에우헤메로스는 신화적 존재와 사건이 기초로 하는 실제 역사적 사실을 찾는 관례를 확립하였다. 그의 본래 작품(Sacred Scriptures)은 유실되었지만, 디오도로스와 락탄티우스가 기록한 자료를 통해서 이 작품이 담고 있는 대부분의 내용이 알려져 있다.
로마 제국 시대에 들어오면서 신화 해석학의 합리화는 스토아 철학과 에피쿠로스 철학의 물리주의 이론의 영향으로 대중에게 높은 관심을 받았다. 유헤메로스 학파가 신화를 역사적 형태로 합리화한 반면에, 스토아 학파는 신과 영웅에 대한 설명을 물리적 현상으로 해석하였다. 이와 더불어 스토아와 신플라톤주의 철학자들은 신화적 전통의 도덕적 의의를 강조하기도 하였는데, 이것은 주로 그리스 어원에 바탕을 두었다. 루크레티우스는 에피쿠로스 학파의 가르침을 통해 그를 따르는 시민들의 마음에 사로잡힌 미신의 두려움을 쫓고자 하였다. 리비우스 또한 신화적 전통에 대해 회의적인 입장을 취했으며, 전설(파불라에)과 같은 이야기에 대해 직접 판단을 내리고자 할 의도는 없다고 밝혔다. 로마인들에 대한 이러한 도전은 종교적 전통의 강력하고 변증적인 관념을 동반하였으며, 전통이 종종 미신의 온상이 되는 것을 방어하기도 했다. 고전학자 바로는 종교는 인간의 제도이며, 사회의 선을 보호하는데 매우 중요한 역할을 한다고 보았고, 종교적 숭배의 기원에 대한 엄밀한 연구에 헌신하였다. 그의 저서인 《신의 역사》(Antiquitates Rerum Divinarum)(내용은 알려져 있지 않으나, 아우구스티누스의 《신국》에서 일반적 접근법을 찾을 수 있다.)에서 바로는 미신에 사로잡힌 사람이 신을 두려워하는 반면, 진실로 경건한 사람은 그들을 부모로서 공경한다고 주장하였다. 바로에 따르면, 로마 사회에서 신은 시인이 연극과 오락을 위해 만들어낸 신화적 가치, 도시와 사람들이 숭배를 위해 이용하는 시민적 가치, 철학자가 만들어낸 자연적 가치의 세 가지 가치로 구분된다. 바로는 시민의 신학이 시적이고 신화적인 가치, 철학자의 가치와 결합된 곳이 최고의 국가라고 덧붙였다.
로만 아카데믹 코타는 신화를 문자 그대로, 또는 우의적으로 수용하는 것을 모두 조롱하였으며, 철학에는 신화가 끼어들 자리가 없다고 단언하였다. 키케로 또한 일반적으로 신화를 경멸하였으나, 바로와 마찬가지로 국교와 국교의 관례에 대한 지지를 강조하였다. 이 합리주의 확장이 사회적 척도와 얼마나 동떨어졌는지 파악하기는 어렵다. 키케로는 그 누구도(노파나 소년도) 하데스의 공포나 스킬라, 켄타우로스, 다른 괴물의 존재를 믿을만큼 멍청하지 않다고 하였으나, 다른 한편으로는 민중의 미신적이고 잘 속는 속성에 대해서 불만을 표하기도 했다. 이러한 키케로의 사상은 저서인 《신들의 본성에 관하여》(De Natura Deorum)에 포괄적인 요약이 드러나 있다.

### 융화하는 경향

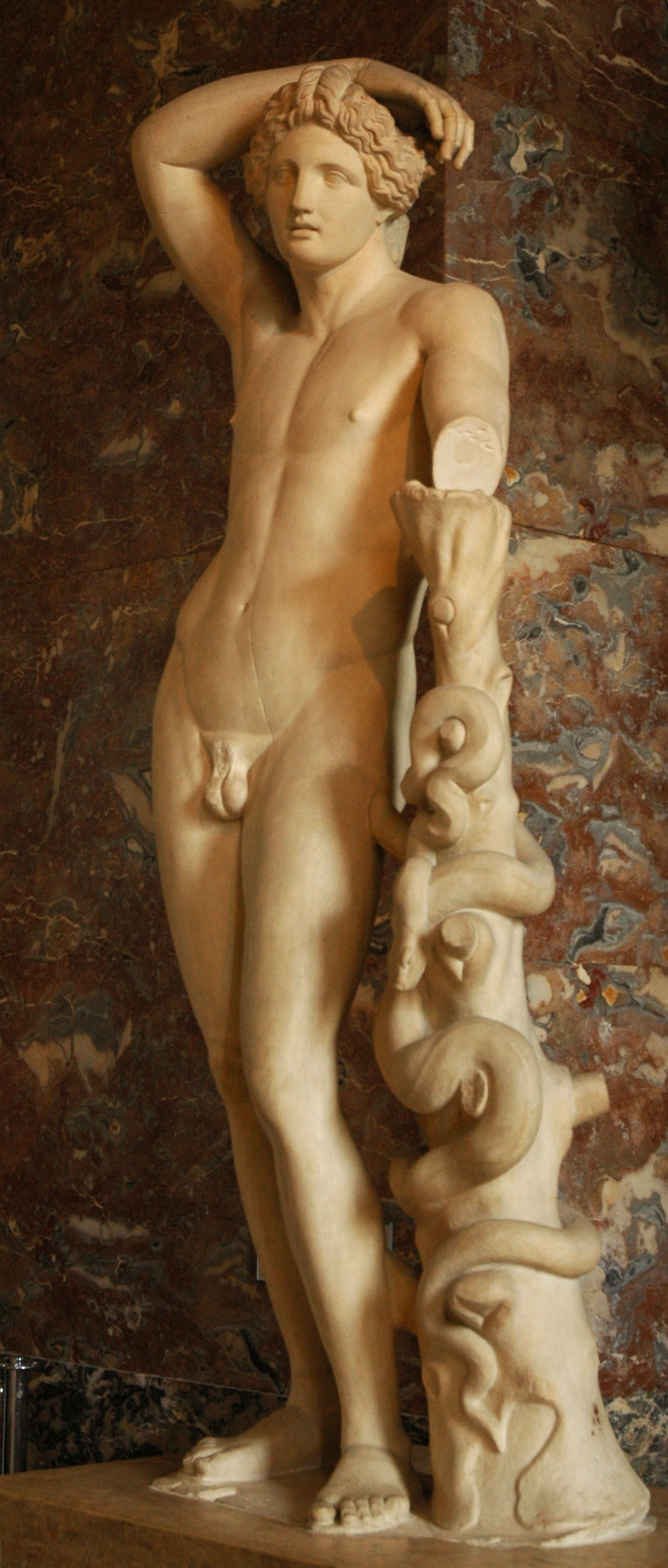
로마 종교에서 그리스 신 아폴론(초기 로마 제국의 4세기 그리스 작품의 복제품, 루브르 박물관)의 숭배는 솔 인빅투스 숭배와 결합하였다. 태양 숭배는 황제와 제국의 특별한 보호자로써 기독교로 대체되기 전까지 제국의 최고 권위를 가진 종교였다.

고대 로마 시대에는 그리스와 다른 외래의 수많은 신들이 융합된 로마 신화가 새롭게 등장하였다. 로마 신화가 이러한 발생 과정을 갖게 된 이유는 로마인들만의 신화가 적었기 때문이며, 주요 로마 신들이 그리스의 대등한 신들의 특징을 답습하는 것으로 말미암아 그리스의 신화적 전통을 계승한 것으로도 볼 수 있다. 주신 제우스와 유피테르는 이러한 신화적 공통점의 좋은 예이다. 두 신화적 전통의 결합에 더불어 새롭게 유입된 동방 종교는 더욱 심화된 융합을 이끌었다. 예를 들어서, 태양 숭배 문화는 아우렐리아누스가 시리아 출정을 성공적으로 마친 이후에 로마에 들어온 것이다. 아시아의 신 미트라(태양이라 칭함)와 바알은 아폴론과 헬리오스에 융합되어 하나의 태양신, 솔 인빅투스(Sol Invictus)가 되었고, 집성 의식을 받으며 혼합된 속성을 띄게 되었다. 아폴론은 종교에서 헬리오스, 또는 심지어 디오니소스와 점점 동일시되었을지 모르지만, 그의 신화를 개작한 문헌에서는 이러한 발달을 반영하는 경우가 드물었다. 전승 문학 신화는 실제 종교적 관습에서 갈수록 더 분리되었다.
오늘날까지 전해 내려오는 작품인 2세기 오르페우스 찬가 모음집과 5세기 마크로비우스 암브로시우스 테오도시우스의 《사투르날리아》는 융화 경향과 합리주의 이론의 영향을 받았다. 오르페우스 찬가는 고전 이전의 시적인 구성을 취하며, 유명한 신화의 주인공인 오르페우스가 썼다고 전한다. 실제 이 시들은 몇 명의 시인이 썼을 것으로 추정되며, 선사 유럽 신화에 대한 줄거리가 많이 포함되어 있다. 《사투르날리아》의 목적은 마크로비우스 자신이 읽은 자료를 통해 그리스 문화를 전파하는 것이었으나, 신에 대한 시각은 베르길리우스의 해석에도 영향을 미친 이집트와 북부 아프리카 신화, 신학의 색채를 띄었다. 《사투르날리아》에서는 유헤메로스, 스토아, 신플라톤주의 철학자들의 영향을 받은 신화학적 의견이 다시 등장한다.

## 현대적 해석
일부 철학자들은 그리스 신화의 현대적 이해의 기원을 신화를 "거짓말", 또는 전해져 오는 우화로 재해석하는 "기독교적 악의에 찬 전통적 태도"에 대한 18세기 말의 반발 작용으로 인한 것으로 평가한다. 1795년경, 독일에서는 호메로스와 그리스 신화에 대한 관심이 증대하였다. 요한 마티아스 게스너는 괴팅겐에서 그리스 연구를 다시 부활시켰고, 그와 동시에 후임자인 크리스티안 고트로프 하이네는 요한 요아힘 빙켈만과 함께 독일을 비롯한 여러 장소에서 신화 연구에 대한 기초를 다졌다.

### 비교와 정신 분석적 접근

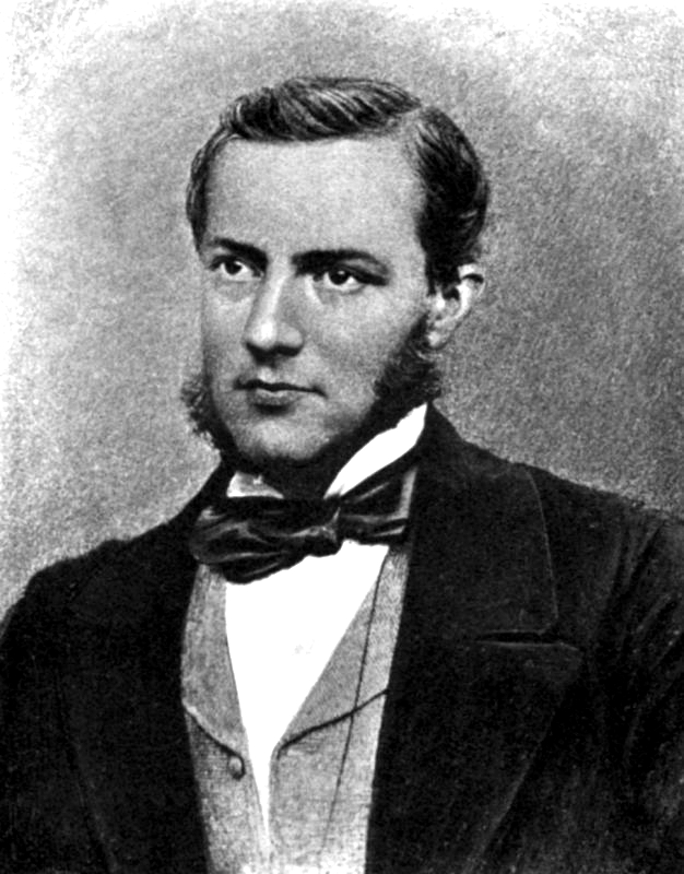
막스 뮐러는 비교 신화학의 창시자 중 한 명으로, 《비교 신화학》(1867년)을 통해서 초기 유럽 민족과 "미개" 민족 신화 간의 "복잡한" 유사성을 분석하였다.

19세기 비교 언어학의 발전과 20세기의 민속학적 발견이 더해져, 신화는 신화학이라는 학문 형태로 정립하게 되었다. 낭만주의 이래로 신화에 대한 연구는 모두 비교 연구 방법론을 사용하였다. 빌헬름 만하르트, 제임스 프레이저, 스티스 톰프슨은 민담과 신화의 주제들을 수집하고 분류하는 데 비교 연구 접근 방법을 사용하였다. 1871년 에드워드 버넷 타일러는 그의 저서 Primitive Culture에서 비교 연구 방법을 적용하여 종교의 기원과 발달을 설명하고자 하였다. 넓게 분리된 문화권들의 물질 문화, 종교와 신화를 한데 모으는 타일러의 절차는 카를 융과 조셉 캠벨에게 영향을 미쳤다. 막스 뮐러는 신화 연구에 비교 신화학이라는 새로운 학문을 도입하여 아리아인의 자연 숭배의 왜곡된 잔해를 발견하였다. 브로니슬라브 말리노프스키는 신화가 공통의 사회적 기능을 이행하는 방법에 대해서 역설하였다. 클로드 레비스트로스를 비롯한 구조주의자들은 전 세계에 퍼져 있는 신화들의 형식적인 관계와 유형을 비교했다.
지크문트 프로이트는 신화가 인간의 보편적이고 생물학적인 개념, 그리고 억압된 발상의 표현이라고 주장하였다. 프로이트 신화 해석의 논거는 해몽으로, 프로이트의 개념인 꿈 작업은 꿈 속에서 나타난 어떤 개별 요소든지, 이를 해석하기 위해서는 전후 관계가 중요함을 인정하는 것을 기본으로 한다. 이 의견은 프로이트 개념에서 신화에 대한 구조 언어학자와 정신 분석적 접근 간의 관계 회복의 중요성을 일깨웠다. 카를 융은 자신의 이론 "집단 무의식"과 신화에서 흔히 보이는 부호화된 원형("태고적" 양식의 승계)을 통한 보편적이고 심리학적인 접근으로 신화를 해석했으며, "신화 형성 구조의 요소는 무의식 정신이 반드시 존재해야 한다."고 주장하였다. 로버트 A. 세갈은 융의 방법론과 조셉 캠벨의 이론을 비교하며 다음과 같이 결론 지었다. "캠벨의 신화 해석은 단순히 원형을 동일시한 것이다. 예를 들어 그의 《오디세이아》 해석은 오디세우스의 삶이 어떻게 영웅적 양태에 합치하는가를 보여준다. 이와 대조적으로, 융은 원형의 동일시가 단지 신화 해석의 첫 번째 단계라고 생각했다." 그리스 신화의 현대적 연구의 창시자 중 한 명인 칼 케레니이는 융의 그리스 신화에 대한 원형 이론을 적용하고자 신화에 대한 자신의 초기 견해를 철회하였다.

### 기원론
현대에는 그리스 신화의 기원에 대한 다양한 이론이 있다. 역사적 이론에서는 신화에서 언급되는 모든 인물은 실존 인물이며, 그들과 관련된 전설은 단지 후대에 덧붙여진 것이라고 본다. 이 이론에서는 아이올로스의 이야기를 아이올로스가 티레니아해에 위치한 어떤 섬의 지배자였다는 사실에서 생겨난 것으로 추정한다. 우의적 이론은 모든 고대 신화가 우의적이고 상징적인 의미를 가졌다고 추정한다. 이와는 다르게 물리적 이론에서는 공기와 불, 물의 원소가 본래 종교적 숭배의 대상이었으며, 주요한 신들이 이러한 자연의 힘을 신격화한 것이라는 생각을 따르고 있다. 막스 뮐러는 인도유럽 종교의 형태를 "본래" 명시하던 아리아인의 흔적을 찾아가는 방식을 통해서 이해하고자 했다. 1891년, 그는 다음과 같이 주장했다. "19세기에 이르러 완성된 인류 고대사에 관한 최고로 중요한 발견은 ... 다음의 표본 등식이었다. 산스크리트어 디아우스 피트르 = 그리스어 제우스 = 라틴어 주피터 = 고대 노르드어 티르" 서로 다른 지역의 신화에서 드러나는 특성과 기능은 밀접한 평행성을 보이고 있으며, 이것은 전승이 공유되었음을 암시한다. 하지만, 우라누스와 산스크리트 바루나 또는 그리스의 모이라와 노르드 신화의 노른의 경우처럼 언어의 유사성을 보이는 증거가 부족하여 확실한 입증은 어렵다.
한편, 고고학과 신화학에서는 그리스가 소아시아와 근동 문명의 영향을 받았다고 본다. 아도니스는 근동의 죽음의 신과 유사성을 띄는데, 신화보다는 숭배 의식에서 그 사실이 명확히 드러난다. 아프로디테의 도해가 셈족 여신에서 파생된 부분이 많은 반면, 키벨레는 아나톨리아 문화를 그 뿌리로 두고 있다. 초창기 신의 세대(카오스와 그의 자손들)와 에누마 엘리시의 티아마트 또한 공통점이 많다. 메이어 라인홀드는 "권력을 원하는 세대의 투쟁, 폭력을 통한 신의 계승을 비롯해서 근동의 신통기적 개념은 ... 그리스 신화 속으로 들어가 있다."고 말했다. 인도유럽과 근동 기원에 더하여 일부 학자들은 그리스 신화가 크레타, 미케네, 필로스, 테베, 오르코메누스와 같은 프레헬레닉 문명에도 영향을 받았을 것이로 추측하고 있다. 종교 역사학자들은 크레타와 관련된 수많은 고대의 신화 구성에 매료되어 관심을 가졌다.(황소의 신, 제우스와 에우로페, 황소와 관계를 맺어 미노타우로스를 낳은 파시파에 등) 마틴 P. 닐슨 교수는 주요한 고전 그리스 신화가 미케네 문명과 선사 시대에 뿌리를 두고 있다고 결론 지었다. 그러나, 역사학자 부르케르트는 크레타 궁전 시대의 도해로 비추어 볼 때, 이러한 이론은 확증되기 어렵다고 주장했다.

## 서양 예술의 모티프

보티첼리의 《비너스의 탄생》(1485–1486년 경, 캔버스에 유화, 우피치, 플로렌스) — 고대 다신교의 새로운 관점을 목적으로 한 베누스 푸티카의 재현. 현대인을 위한 르네상스 정신의 전형으로도 통한다.

광범위하게 수용된 기독교는 신화의 유행을 억제하지 않았다. 르네상스 시대에 고전고대의 재발견이 이루어지면서, 오비디우스의 시는 시인과 극작가, 음악가, 예술가들의 창조력과 영감에 큰 영향을 끼치게 되었다. 르네상스 초기부터 레오나르도 다 빈치, 미켈란젤로, 라파엘로와 같은 예술가들은 그리스 신화의 이교적인 주제를 전통적인 기독교적 주제와 나란히 그림으로 묘사하였다. 그리스 신화는 라틴 매체와 오비디우스 작품의 유입을 통해서 이탈리아의 페트라르카와 조반니 보카치오, 단테와 같은 중세 르네상스 시인들에게도 영향을 주었다.

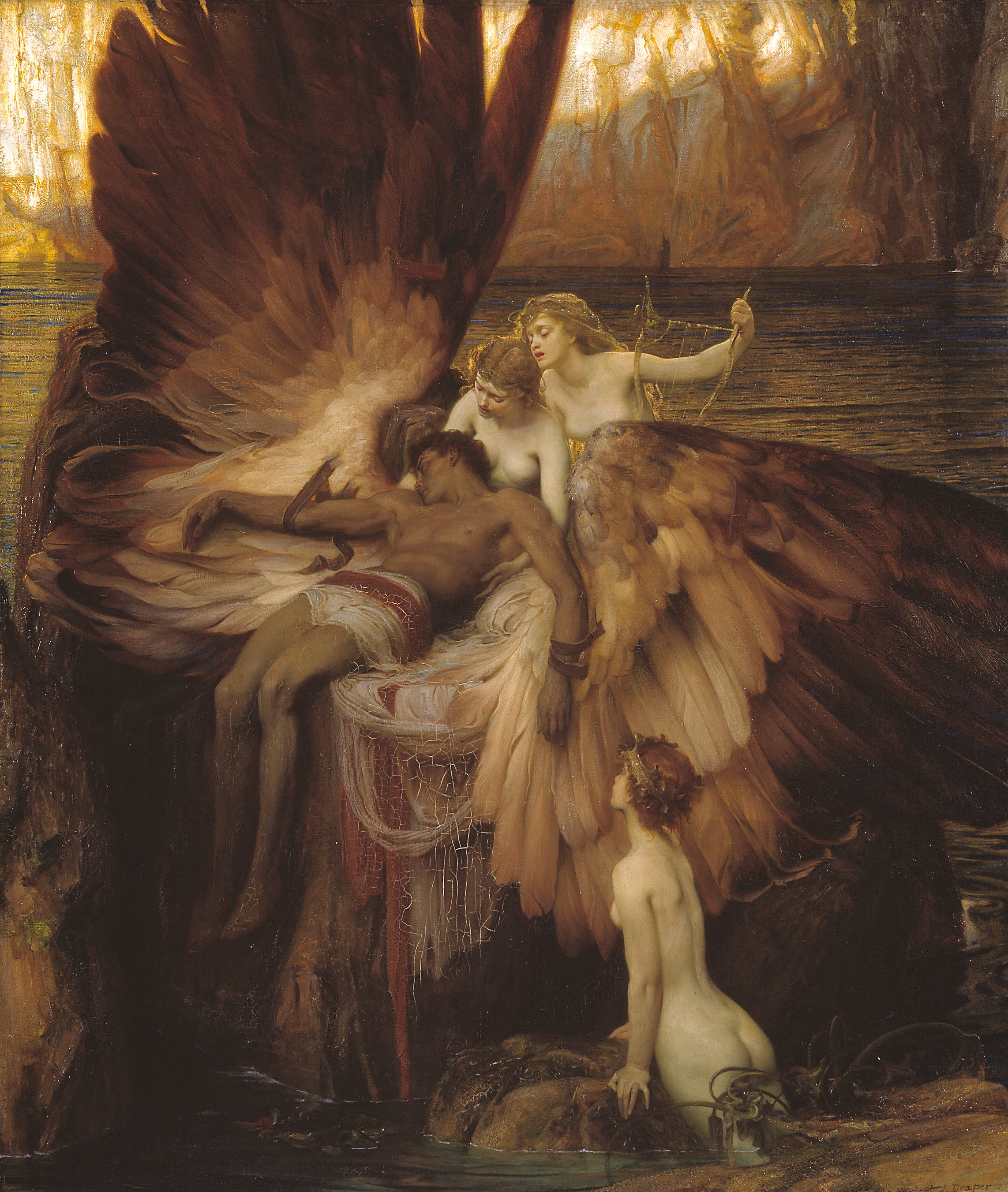
허버트 제임스 드레이퍼의 1898년 작품 《이카로스를 위한 탄식》

북부 유럽에서는 그리스 신화를 시각 예술의 주제로 채용하지 않았으나, 문학 분야에서는 그 영향이 뚜렷하게 나타난다. 그리스 신화에 영향을 받은 영국인의 예술적 창조력은 초서와 존 밀턴을 시작으로 본격화되었으며, 20세기에 이르러서는 셰익스피어와 로버트 브리지스를 통해 계속되었다. 프랑스의 라신과 독일의 괴테는 고대 신화를 개작하면서 그리스 연극을 부활시켰다. 18세기 계몽주의 시대 동안에 그리스 신화에 대한 저항이 유럽 전역에 퍼졌지만, 신화는 극작가들에게 여전히 천연 그대로의 중요한 소재였으며, 헨델과 모차르트의 오페라에서는 리브레토로 쓰여지기도 했다.
18세기 말에 와서는 낭만주의가 그리스 신화를 비롯한 그리스 문화의 뜨거운 열풍을 주도하기 시작하였는데, 영국에서는 그리스 비극과 호메로스 작품의 새로운 번역물이 출간되면서 동시대의 시인(알프레드 테니슨, 키츠, 바이런, 셸리 등)과 화가(프레더릭 레이턴, 로렌스 앨머 태디마 등)에게 영향을 끼쳤다. 크리스토프 글루크, 리차드 스트라우스, 자크 오펜바흐를 비롯한 여러 작곡가는 음악에 그리스 신화적 주제를 심어두기도 하였다. 토머스 불핀치와 너대니얼 호손과 같은 19세기 미국 작가들은 영미 문학을 이해하는데 있어 고전 신화의 연구는 필수적이라고 여겼다. 최근에 와서는, 프랑스의 장 아누이, 장 콕토, 장 지로두, 미국의 유진 오닐, 영국의 T. S. 엘리엇과 같은 극작가와 제임스 조이스, 앙드레 지드와 같은 소설가에 의해 고전적 주제에 대한 새로운 해석이 이루어졌다.

### 1차 자료(그리스와 로마)
- 로도스의 아폴로니오스, 《아르고나우티카》 (Argonautica), 제1권. Sacred Texts에서 원문 보기.
- 아이스킬로스, 《결박된 프로메테우스》 (Prometheus Bound). Perseus program에서 원문 보기.
- 아이스킬로스, 《페르시아인들》 (The Persians). Perseus program에서 원문 보기.
- 아폴로도로스, 《도서관과 요약집》 (Library and Epitome). Perseus program에서 원문 보기.
- 오비디우스, 《변신 이야기》 (Metamorphoses). Latin Library에서 원문 보기.
- 키케로, 《예언에 관하여》 (De Divinatione). Latin Library에서 원문 보기.
- 키케로, 《투스쿨룸 논쟁》 (Tusculanae Disputationes). Latin Library에서 원문 보기.
- 파우사니아스.
- 플라톤, 《소크라테스의 변론》 (Apology). Perseus program에서 원문 보기.
- 플라톤, 《테아이테토스》 (Theaetetus). Perseus program에서 원문 보기.
- 핀다로스, 《피티아 송가》 (Pythian Odes), Pythian 4: For Arcesilas of Cyrene Chariot Race 462 BC. Perseus program에서 원문 보기.
- 헤로도토스, 《역사》 (The Histories), 제1권. Sacred Texts에서 원문 보기.
- 헤시오도스, 《노동과 나날》 (Works and Days). 휴 G. 이벨린화이트의 영어 번역.
- 헤시오도스, 《신통기》 (Theogony). 휴 G. 이벨린화이트의 영어 번역.
- 호메로스, 《일리아스》 (Iliad). Perseus program에서 원문 보기.
- 《데메테르에게 바치는 호메로스 찬가》 (Homeric Hymn to Demeter). Perseus project에서 원문 보기.
- 《아프로디테에게 바치는 호메로스 찬가》 (Homeric Hymn to Aphrodite). 그레고리 너지의 영어 번역.
- 《헤르메스에게 바치는 호메로스 찬가》 (Homeric Hymn to Hermes). Online Medieval and Classical Library에서 영어 번역 보기.

### 2차 자료
- Ackerman, Robert (1991). 〈Introduction〉. 《Prolegomena to the Study of Greek Religion by Jane Ellen Harrison》 Reprint판. Princeton University Press. ISBN 0-691-01514-7.
- Albala Ken G, Johnson Claudia Durst, Johnson Vernon E. (2000). 〈Origin of Mythology〉. 《Understanding the Odyssey》. Courier Dover Publications. ISBN 0-486-41107-9.
- Algra, Keimpe (1999). 〈The Beginnings of Cosmology〉. 《The Cambridge Companion to Early Greek Philosophy》. Cambridge University Press. ISBN 0-521-44667-8.
- Allen, Douglas (1978). 〈Early Methological Approaches〉. 《Structure & Creativity in Religion: Hermeneutics in Mircea Eliade's Phenomenology and New Directions》. Walter de Gruyter. ISBN 90-279-7594-9.
- 〈Argonaut〉. 《브리태니커 백과사전》. 2002.
- Betegh, Gábor (2004). 〈The Interpretation of the poet〉. 《The Derveni Papyrus》. Cambridge University Press. ISBN 0-521-80108-7.
- Bonnefoy, Yves (1992). 〈Kinship Structures in Greek Heroic Dynasty〉. 《Greek and Egyptian Mythologies》. University of Chicago Press. ISBN 0-226-06454-9.
- Bulfinch, Thomas (2003). 〈Greek Mythology and Homer〉. 《Bulfinch's Greek and Roman Mythology》. Greenwood Press. ISBN 0-313-30881-0.
- Burkert, Walter (2002). 〈Prehistory and the Minoan Mycenaen Era〉. 《Greek Religion: Archaic and Classical (translated by John Raffan)》. Blackwell Publishing. ISBN 0-631-15624-0.
- Burn, Lucilla (1990). 《Greek Myths》. University of Texas Press. ISBN 0-292-72748-8.
- Bushnell, Rebecca W. (2005). 〈Helicocentric Stoicism in the Saturnalia: The Egyptian Apollo〉. 《Medieval A Companion to Tragedy》. Blackwell Publishing. ISBN 1-4051-0735-9.
- Chance, Jane (1994). 〈Helicocentric Stoicism in the Saturnalia: The Egyptian Apollo〉. 《Medieval Mythography》. University Press of Florida. ISBN 0-8130-1256-2.
- Caldwell, Richard (1990). 〈The Psychoanalytic Interpretation of Greek Myth〉. 《Approaches to Greek Myth》. Johns Hopkins University Press. ISBN 0-8018-3864-9.
- Calimach, Andrew (2002). 〈The Cultural Background〉. 《Lovers' Legends: The Gay Greek Myths》. Haiduk Press. ISBN 0-9714686-0-5.
- Cartledge, Paul A. (2002). 〈Inventing the Past: History v. Myth〉. 《The Greeks》. Oxford University Press. ISBN 0-19-280388-3.
- Cartledge, Paul A. (2004). 《The Spartans (translated in Greek)》. Livanis. ISBN 960-14-0843-6.
- Cashford, Jules (2003). 〈Introduction〉. 《The Homeric Hymns》. Penguin Classics. ISBN 0-14-043782-7.
- Dowden, Ken (1992). 〈Myth and Mythology〉. 《The Uses of Greek Mythology》. Routledge (UK). ISBN 0-415-06135-0.
- Dunlop, John (1842). 〈Romances of Chivalry〉. 《The History of Fiction》. Carey and Hart. ISBN 1-149-40338-1.
- Edmunds, Lowell (1980). 〈Comparative Approaches〉. 《Approaches to Greek Myth》. Johns Hopkins University Press. ISBN 0-8018-3864-9.
- 〈Euhemerus〉. 《브리태니커 백과사전》. 2002.
- Foley, John Miles (1999). 〈Homeric and South Slavic Epic〉. 《Homer's Traditional Art》. Penn State Press. ISBN 0-271-01870-4.
- Gale, Monica R. (1994). 〈The Cultural Background〉. 《Myth and Poetry in Lucretius》. Cambridge University Press. ISBN 0-521-45135-3.
- 〈Greek Mythology〉. 《브리태니커 백과사전》. 2002.
- 〈Greek Religion〉. 《브리태니커 백과사전》. 2002.
- Griffin, Jasper (1986). 〈Greek Myth and Hesiod〉. 《The Oxford Illustrated History of Greece and the Hellenistic World edited by John Boardman, Jasper Griffin and Oswyn Murray》. Oxford University Press. ISBN 0-19-285438-0.
- Grimal, Pierre (1986). 〈Argonauts〉. 《The Dictionary of Classical Mythology》. Blackwell Publishing. ISBN 0-631-20102-5.
- Hacklin, Joseph (1994). 〈The Mythology of Persia〉. 《Asiatic Mythology》. Asian Educational Services. ISBN 81-206-0920-4.
- Hanson, Victor Davis; Heath, John (1999). 《Who Killed Homer (translated in Greek by Rena Karakatsani)》. Kakos. ISBN 960-352-545-6.
- Hard, Robin (2003). 〈Sources of Greek Myth〉. 《The Routledge Handbook of Greek Mythology: based on H. J. Rose's "A Handbook of Greek mythology"》. Routledge (UK). ISBN 0-415-18636-6.
- 〈Heracles〉. 《브리태니커 백과사전》. 2002.
- Jung Carl Gustav, Kerényi Karl (2001). 〈Prolegomena〉. 《Essays on a Science of Mythology》 Reprint판. Princeton University Press. ISBN 0-691-01756-5.
- Jung, C.J. (2002). 〈Troy in Latin and French Joseph of Exeter's "Ylias" and Benoît de Sainte-Maure's "Roman de Troie"〉. 《Science of Mythology》. Routledge (UK). ISBN 0-415-26742-0.
- Kelly, Douglas (2003). 〈Sources of Greek Myth〉. 《An Outline of Greek and Roman Mythology》. Douglas Kelly. ISBN 0-415-18636-6.
- Kelsey, Francis W. (1889). 《A Handbook of Greek Mythology》. Allyn and Bacon.
- Kirk, Geoffrey Stephen (1973). 〈The Thematic Simplicity of the Myths〉. 《Myth: Its Meaning and Functions in Ancient and Other Cultures》. University of California Press. ISBN 0-520-02389-7.
- Kirk, Geoffrey Stephen (1974). 《The Nature of Greek Myths》. Harmondsworth: Penguin. ISBN 0-14-021783-5.
- Klatt J. Mary, Brazouski Antoinette (1994). 〈Preface〉. 《Children's Books on Ancient Greek and Roman Mythology: An Annotated Bibliography》. Greenwood Press. ISBN 0-313-28973-5.
- 《Lexicon Iconographicum Mythologiae Classicae》. Artemis-Verlag. 1981–1999.
- Miles, Geoffrey (1999). 〈The Myth-kitty〉. 《Classical Mythology in English Literature: A Critical Anthology》. University of Illinois Press. ISBN 0-415-14754-9.
- Morris, Ian (2000). 《Archaeology As Cultural History》. Blackwell Publishing. ISBN 0-631-19602-1.
- 〈myth〉. 《브리태니커 백과사전》. 2002.
- Nagy, Gregory (1992). 〈The Hellenization of the Indo-European Poetics〉. 《Greek Mythology and Poetics》. Cornell University Press. ISBN 0-8014-8048-5.
- Nilsson, Martin P. (1940). 〈The Religion of Eleusis〉. 《Greek Popular Religion》. Columbia University Press.
- North John A., Beard Mary, Price Simon R.F. (1998). 〈The Religions of Imperial Rome〉. 《Classical Mythology in English Literature: A Critical Anthology》. Cambridge University Press. ISBN 0-521-31682-0.
- Papadopoulou, Thalia (2005). 〈Introduction〉. 《Heracles and Euripidean Tragedy》. Cambridge University Press. ISBN 0-521-85126-2.
- Percy, William Armostrong III (1999). 〈The Institutionalization of Pederasty〉. 《Pederasty and Pedagogy in Archaic Greece》. Routledge (UK). ISBN 0-252-06740-1.
- Poleman, Horace I. (March 1943). “Review of "Ouranos-Varuna. Etude de mythologie comparee indo-europeenne by Georges Dumezil"”. 《"Journal of the American Oriental Society"》 (American Oriental Society) 63 (1): 78–79. JSTOR 594160.
- Reinhold, Meyer (1970년 10월 20일). “The Generation Gap in Antiquity”. 《"Proceedings of the American Philosophical Society"》 (American Philosophical Society) 114 (5): 347–365. JSTOR 985800.
- Rose, Herbert Jennings (1991). 《A Handbook of Greek Mythology》. Routledge (UK). ISBN 0-415-04601-7.
- Segal, Robert A. (1991). 〈A Greek Eternal Child〉. 《Myth and the Polis edited by Dora Carlisky Pozzi, John Moore Wickersham》. Cornell University Press. ISBN 0-8014-2473-9.
- Segal, Robert A. (1990년 4월 4일). “The Romantic Appeal of Joseph Campbell”. 《"Christian Century"》 (Christian Century Foundation). 2007년 1월 7일에 원본 문서에서 보존된 문서. 2007년 1월 7일에 확인함.
- Segal, Robert A. (1999). 〈Jung on Mythology〉. 《Theorizing about Myth》. Univ of Massachusetts Press. ISBN 1-55849-191-0.
- Stoll, Heinrich Wilhelm (translated by R. B. Paul) (1852). 《Handbook of the religion and mythology of the Greeks》. Francis and John Rivington.
- Trobe, Kala (2001). 〈Dionysus〉. 《Invoke the Gods》. Llewellyn Worldwide. ISBN 0-7387-0096-7.
- 〈Trojan War〉. 《Encyclopaedia The Helios》. 1952.
- 〈Troy〉. 《브리태니커 백과사전》. 2002.
- 〈Volume: Hellas, Article: Greek Mythology〉. 《Encyclopaedia The Helios》. 1952.
- Walsh, Patrick Gerald (1998). 〈Liberating Appearance in Mythic Content〉. 《The Nature of the Gods》. Oxford University Press. ISBN 0-19-282511-9.
- Weaver, John B. (1998). 〈Introduction〉. 《The Plots of Epiphany》. Walter de Gruyter. ISBN 3-11-018266-1.
- Winterbourne, Anthony (2004). 〈Spinning and Weaving Fate〉. 《When the Norns Have Spoken》. Fairleigh Dickinson University Press. ISBN 0-8386-4048-6.
- Wood, Michael (1998). 〈The Coming of the Greeks〉. 《In Search of the Trojan War》. University of California Press. ISBN 0-520-21599-0.
- 이진성 (2010년 8월 31일). 《그리스 신화의 이해》 개정판. 서울: 아카넷. ISBN 9788957331880.

## 더 읽어보기
- 간츠, 티모시 (1993). 《Early Greek Myth: A Guide to Literary and Artistic Sources》. Johns Hopkins University Press. ISBN 0-8018-4410-X.
- 그레이브스, 로버트 (1955—Cmb/Rep edition 1993). 《The Greek Myths》. Penguin (Non-Classics). ISBN 0-14-017199-1.
- 해밀턴, 에디스 (1942—New edition 1998). 《Mythology》. Back Bay Books. ISBN 0-316-34151-7.
- 케레니, 칼 (1951—Reissue edition 1980). 《The Gods of the Greeks》. Thames & Hudson. ISBN 0-500-27048-1.
- 케레니, 칼 (1959—Reissue edition 1978). 《The Heroes of the Greeks》. Thames & Hudson. ISBN 0-500-27049-X.
- 루흐테, 제임스 (2011). 《Early Greek Thought: Before the Dawn》. Bloomsbury. ISBN 0567353311.
- 모포드 M.P.O., 레나르던 L.J. (2006). 《Classical Mythology》. Oxford University Press. ISBN 0-19-530805-0.
- 핀센트, 존 (1972). 《Greek Mythology》. Bantam. ISBN 978-0448008486.
- 핀센트, 존 (1991). 《Myths and Legends of Ancient Greece》. Library of the World's Myths and Legends. Peter Bedrick Books. ISBN 978-0872262508.
- 파월, 배리 (2008). 《Classical Myth》 6판. Prentice-Hall. ISBN 978-0-13-606171-7.
- 파월, 배리 (2001). 《A Short Introduction to Classical Myth》. Prentice-Hall. ISBN 978-0-13-025839-7.
- 럭 칼, 스태플스 블레이즈 대니얼 (1994). 《The World of Classical Myth》. Carolina Academic Press. ISBN 0-89089-575-9.
- 스미스, 윌리엄 (1870), Dictionary of Greek and Roman Biography and Mythology 보관됨 2006-04-09 - 웨이백 머신.
- 벤느, 폴 (1988). 《Did the Greeks Believe in Their Myths? An Essay on Constitutive Imagination》. (translated by Paula Wissing). University of Chicago. ISBN 0-226-85434-5.
- 우드워드, 로저 D. (편집자) (2007). 《The Cambridge Companion to Greek Mythology》. Cambridge ; New York: Cambridge University Press. ISBN 0-521-84520-3.
- 김성대 (2015). 《(상식으로 꼭 알아야 할) 그리스 로마 신화》. 서울: 삼양미디어. ISBN 9788958972891.